# Тойохара Тіканобу

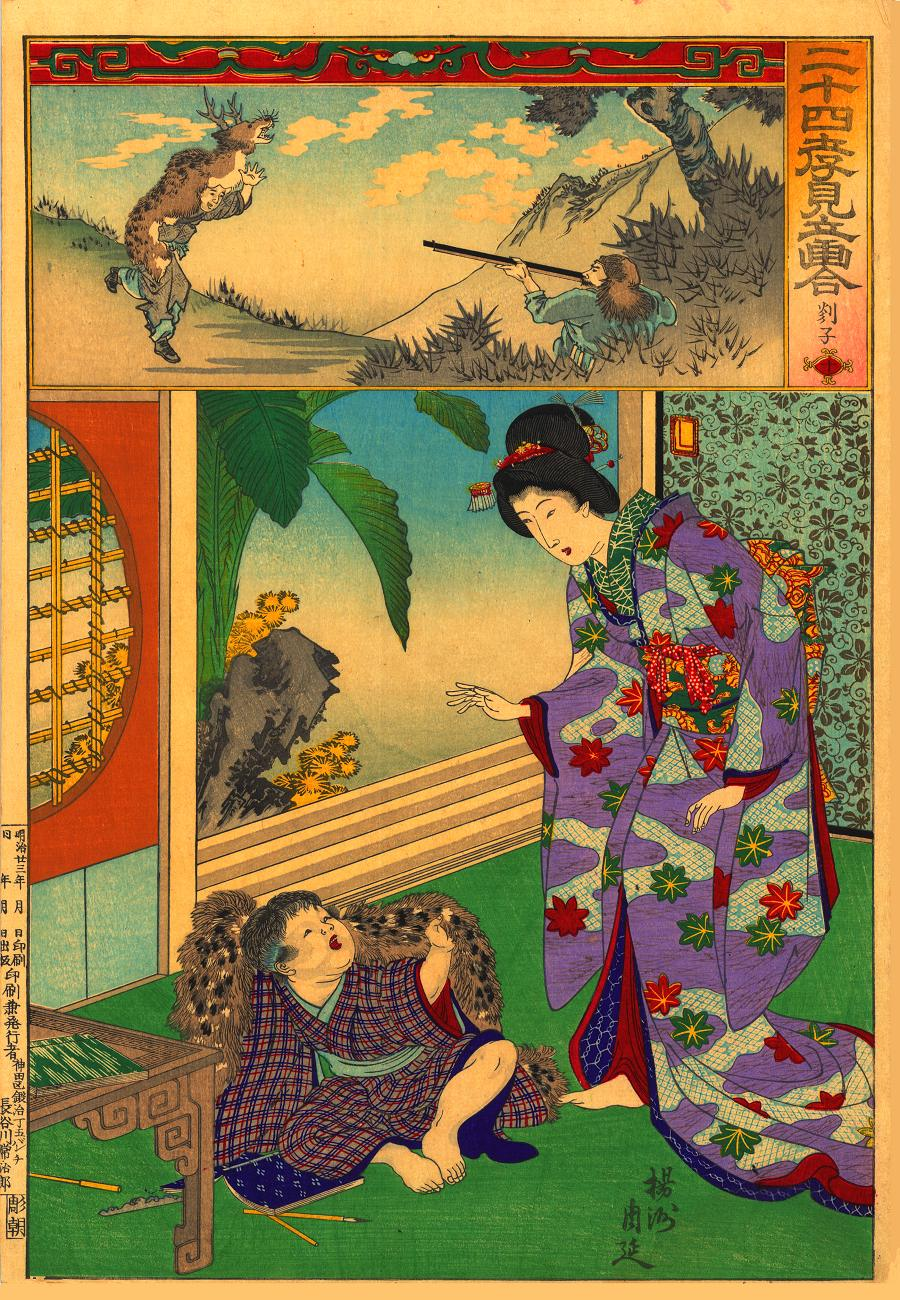

Тойохара Тіканобу (яп. 豊原周延, 1838 — 1912) — японський художник, майстер укійо-е.

## Життєпис
Один з останніх художників періоду розвитку укійо-е. Хасімото Наойосі (справжнє ім'я) служив васалом  роду Сакакібара, який володів князівством Такада в провінції Етіго. Після падіння сьогунату Токугава приєднався до війська  Сьогітай  і бився в  битві при Уено . Потім він приєднався до прихильників сьогунату Токугава в Хакодате, де він брав участь в  битві при Хакодате , обороняючи  форт П'ятибастіонну фортецю під керівництвом Еномото Такеакі і  Оторі Кейсуке . Після капітуляції Сьогітая поміщений під варту в князівстві Такада.
У 1875 вирішив зайнятися живописом і вчився цьому в Едо в школі Кано, потім, захопившись ксилографією, поступив в майстерню Тойохара Кунітікі. Згідно з японським звичаєм він взяв прізвище вчителя та псевдонім, що починається з останнього ієрогліфа його імені.
Сюжетами картин, на відміну від театральної тематики його вчителя, стали сцени з минулого і сучасного життя Японії, японська міфологія, жінки та діти, події китайсько-японської війни 1894-1895.
Виконував також гравюри з портретами імператорської сім'ї й її оточення, а також на заборонену раніше тему звичаїв і поведінки жінок, що живуть в палаці мікадо. Крім того він зображував нові віяння епохи Мейдзі: аристократки, одягнені по європейській моді, подорожі японців за кордон, концерт європейського оркестру й інші. Серед його серій виділяються «Образи благородних жінок в епоху Токугава», «Нрави та звичаї Едо», «Сніг, місяць і квіти».

## Галерея

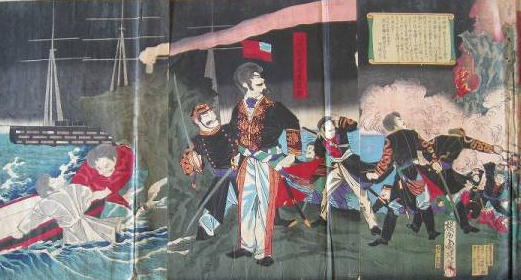
"The Korean Uprising of 1882";  woodblock print by Chikanobu
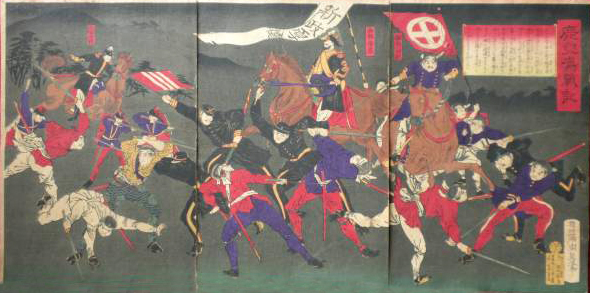
A scene from the battle at Kagoshima
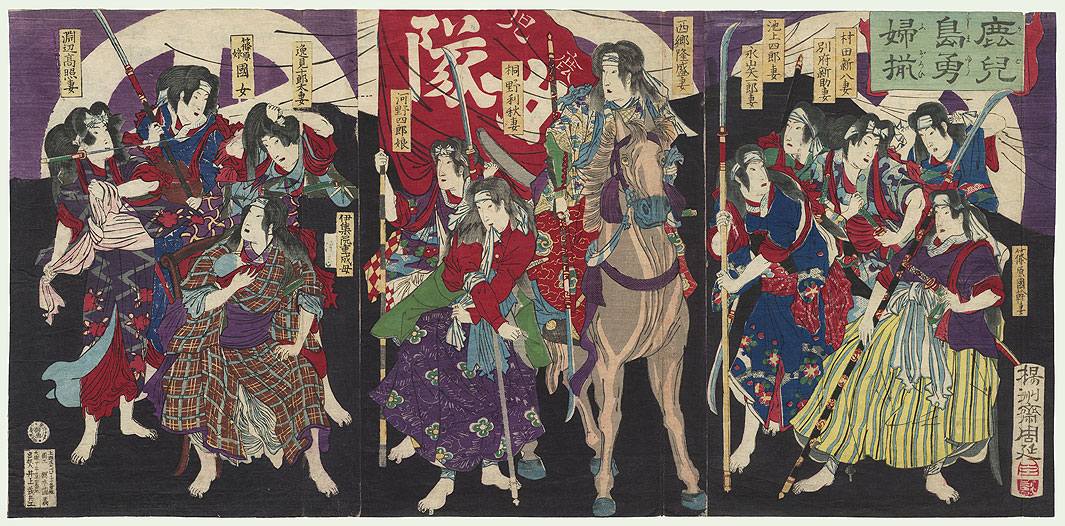
An Assemblage of the Heroines of Kagoshima
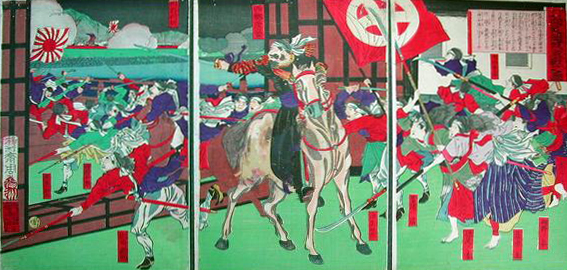
Битва Нобеока
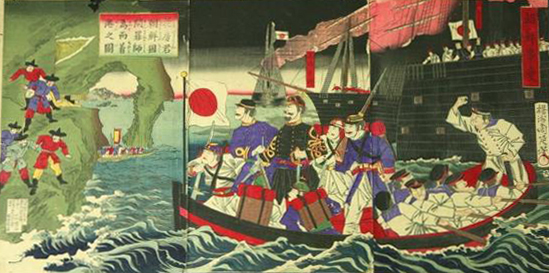
A sea-land battle from the Korean Uprising
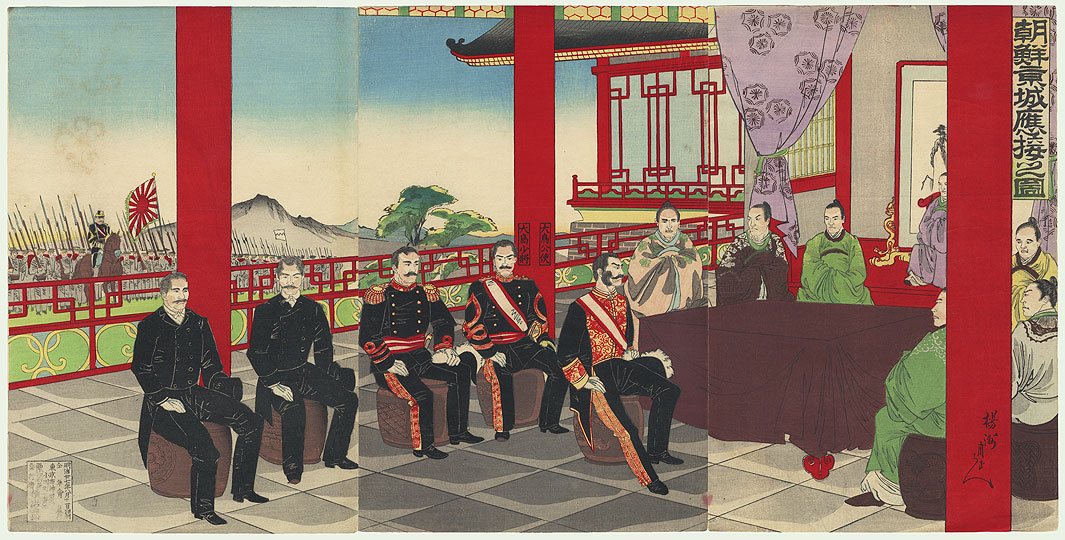
Японська місія до Кореї
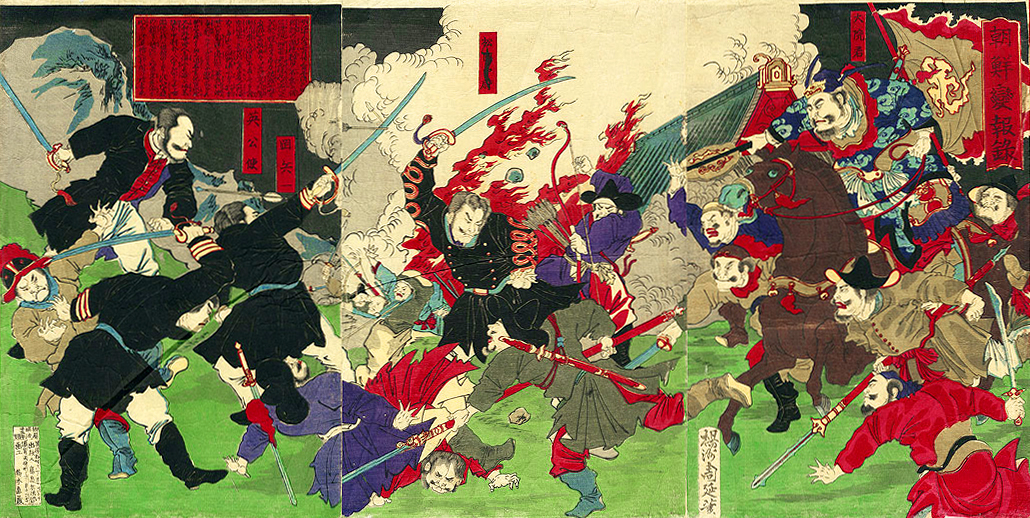
Сцена битви Корейського інциденту
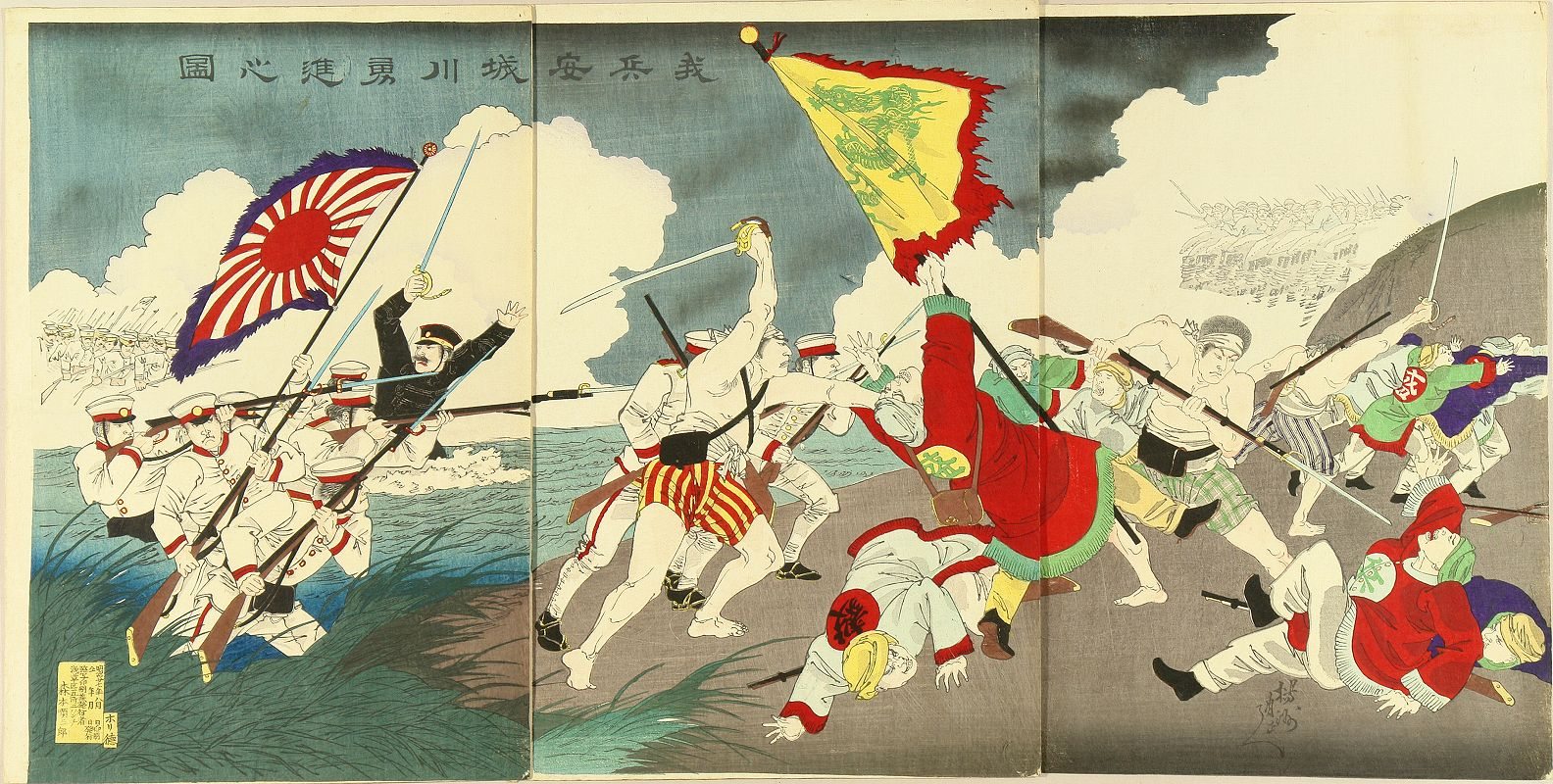
A battle scene from the First Sino-Japanese War
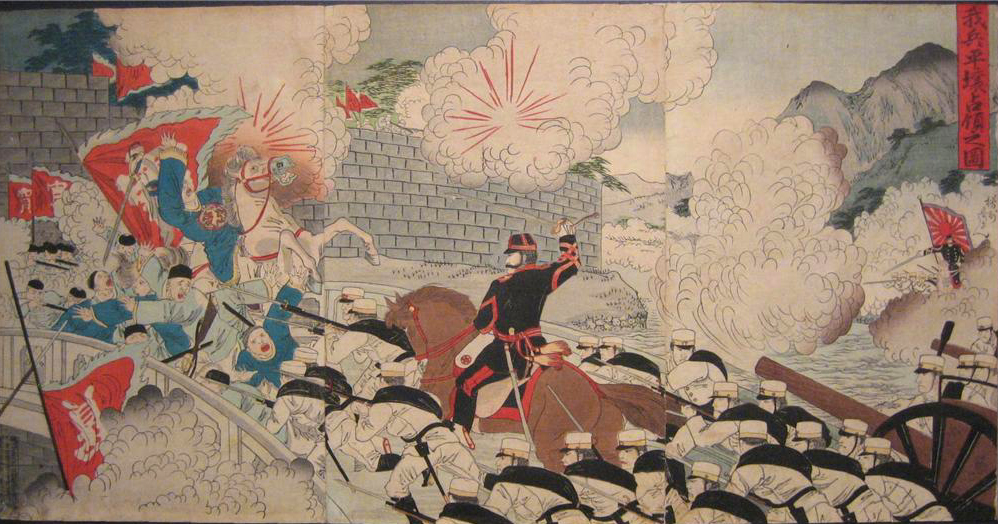
A battle scene from the First Sino-Japanese War
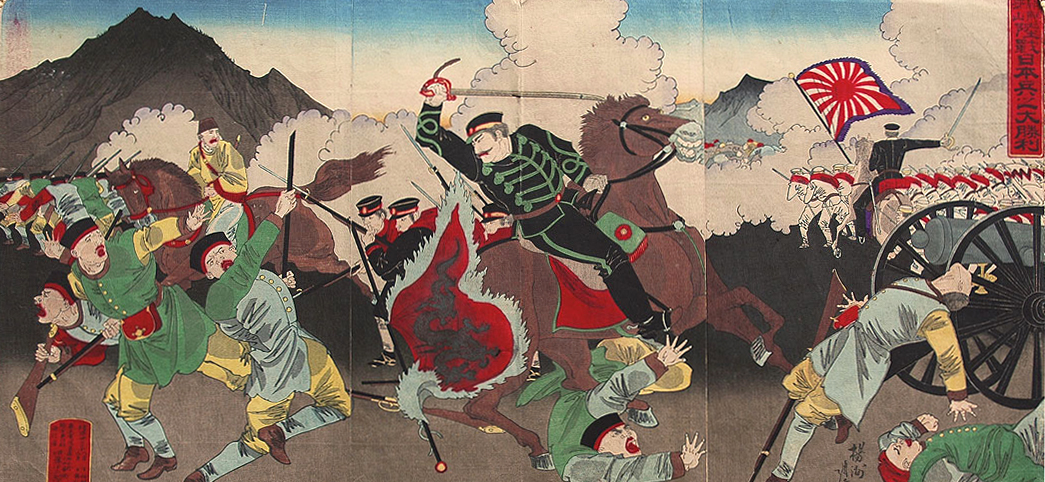
A battle scene from the First Sino-Japanese War
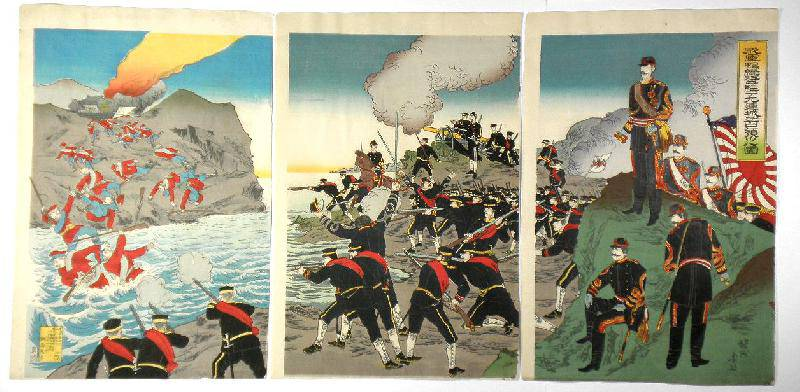
Сцена битви Російсько-японської війни
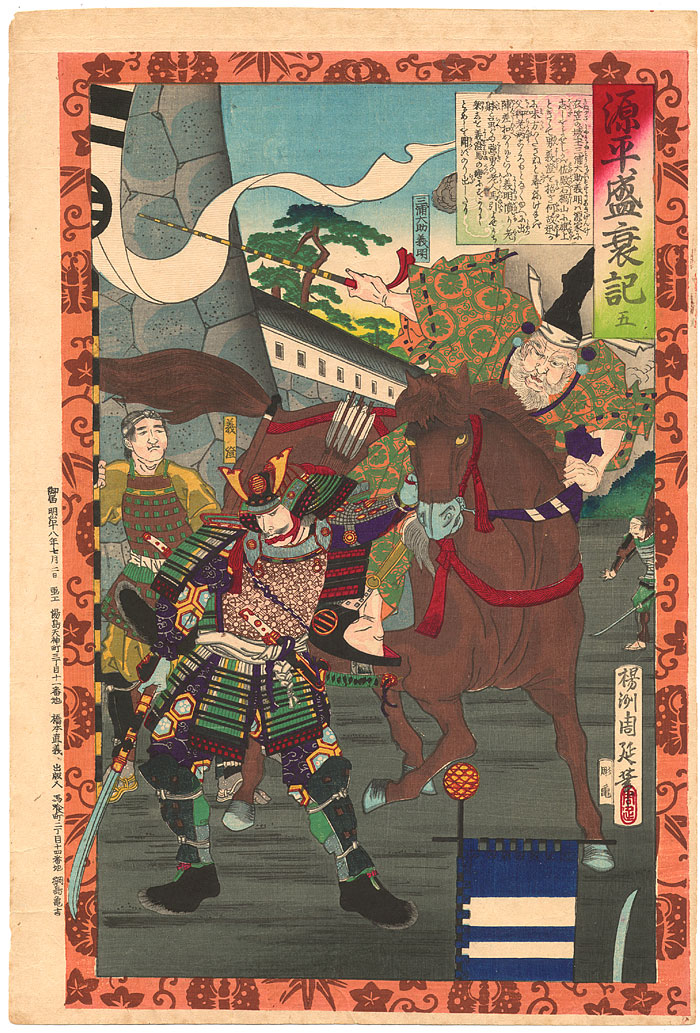
Gempei Seisuiki series,Miura Daisuke Yoshiaki (1093-1181)
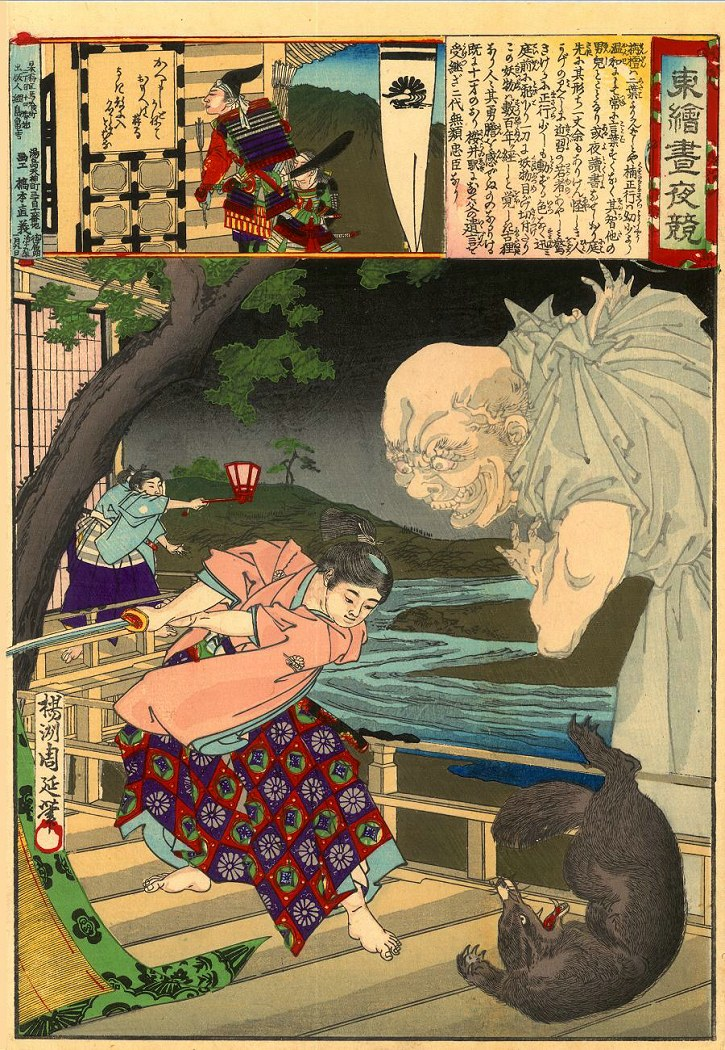
Azuma nishiki chūya kurabe series, Kusunoki Masatsura attacking an oni
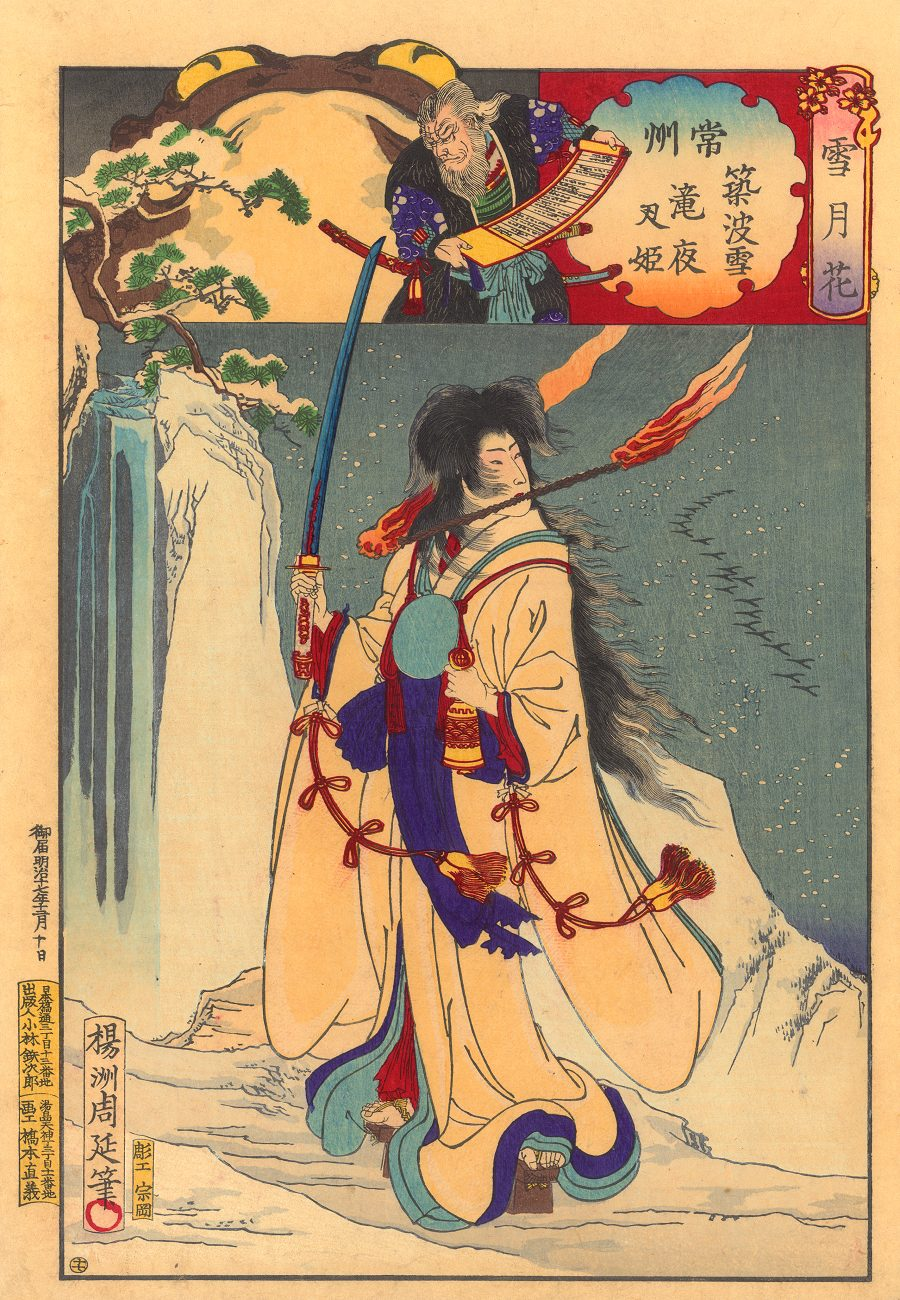
Setsu Gekka (1st series),Takiyasha-hime, daughter of Taira no Masakado
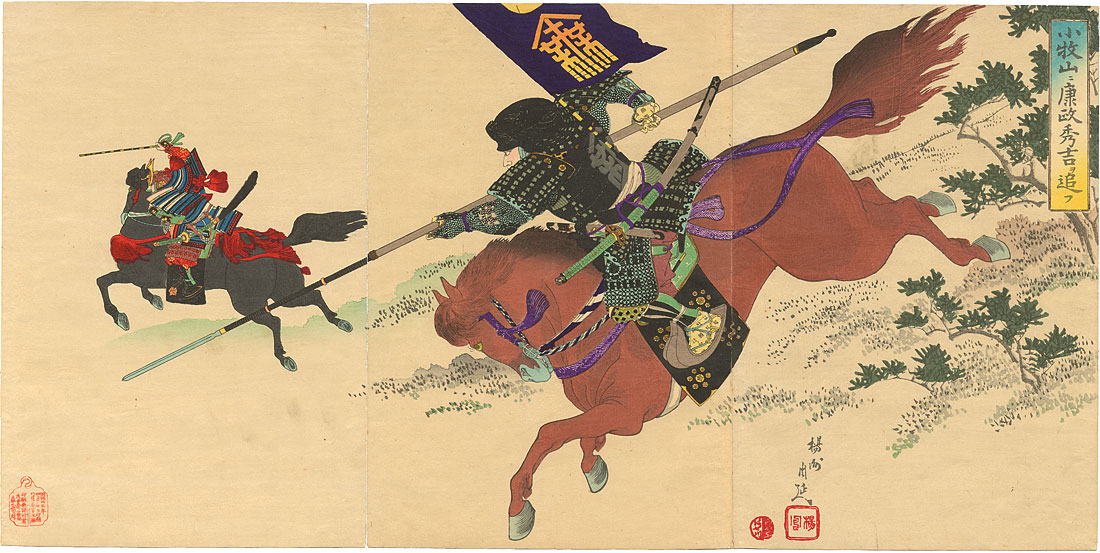
Sakakibara Yasumasa and Toyotomi Hideyoshi on Mt. Komaki
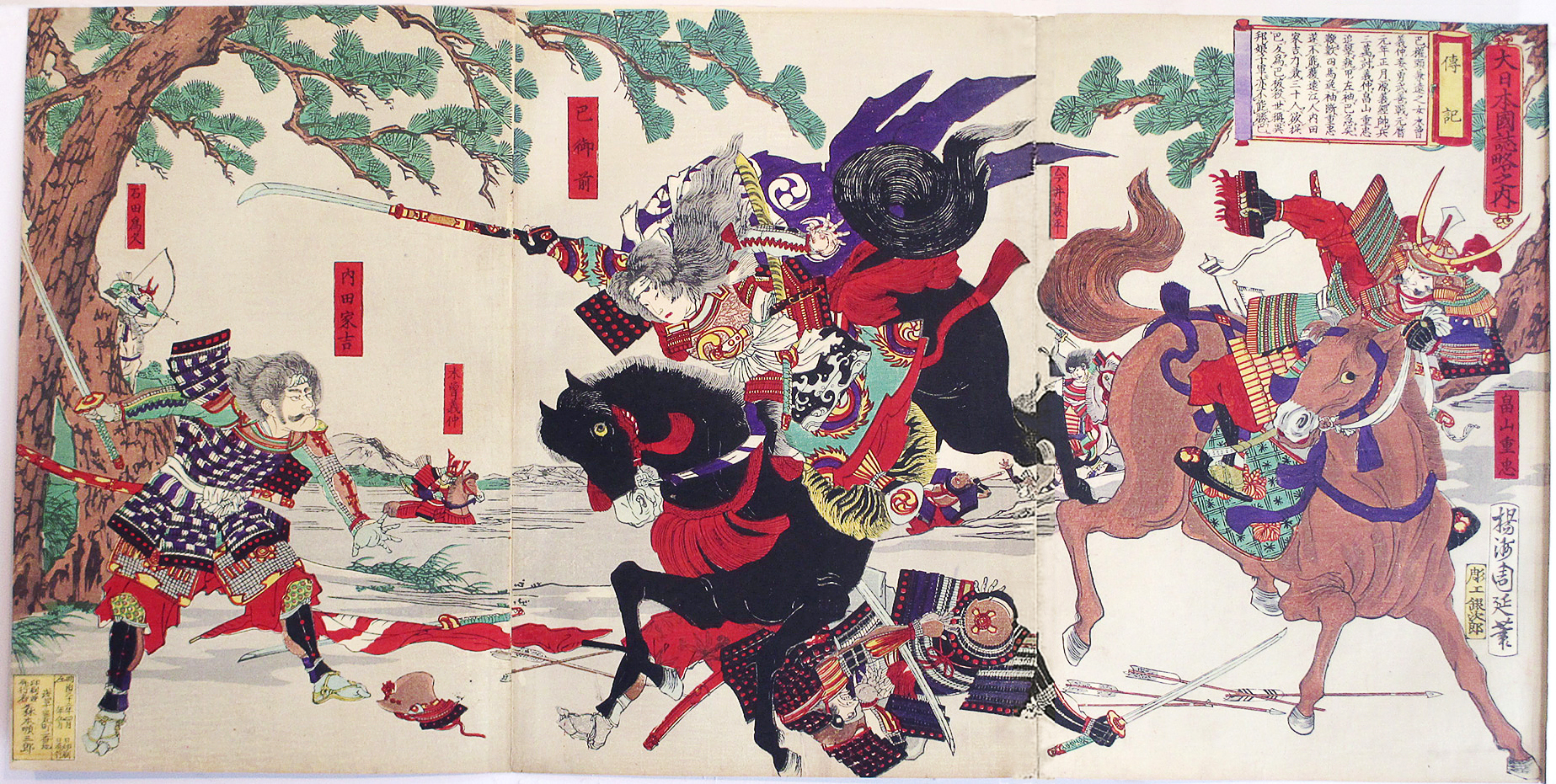
Tomoe Gozen with Uchida Ieyoshi and Hatakeyama no Shigetada
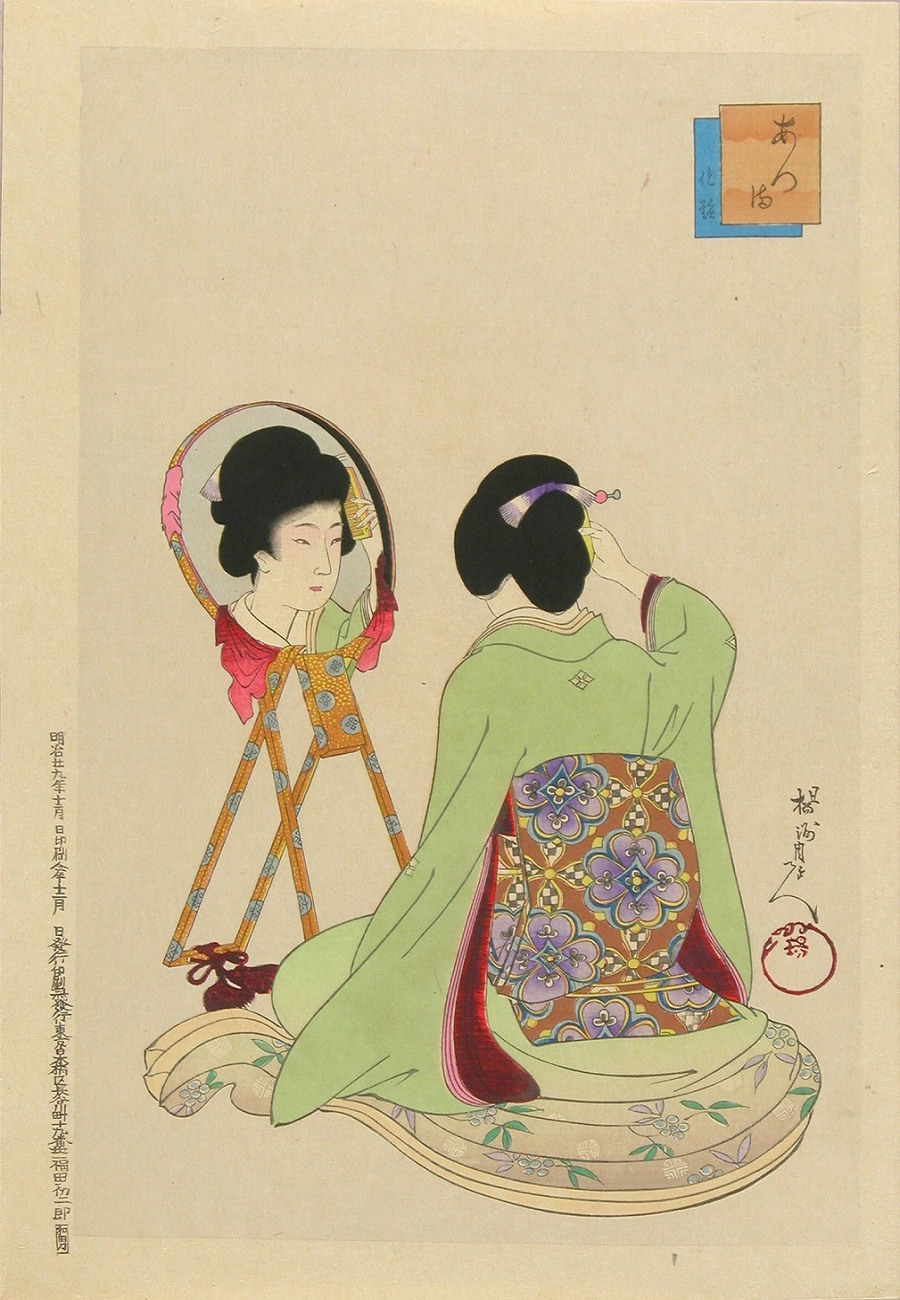
Azuma series, keshō
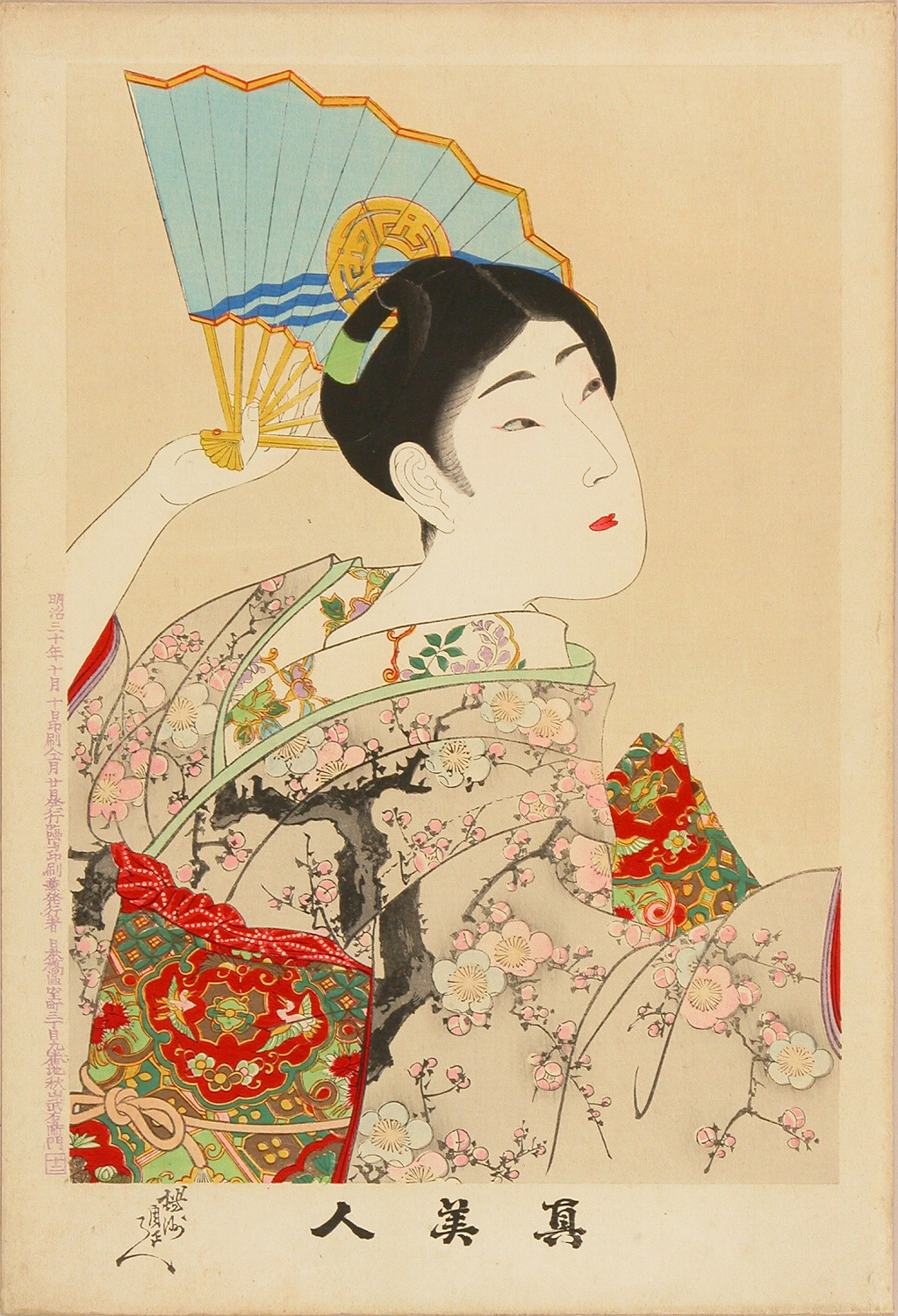
Shin Bijin series, No. 12
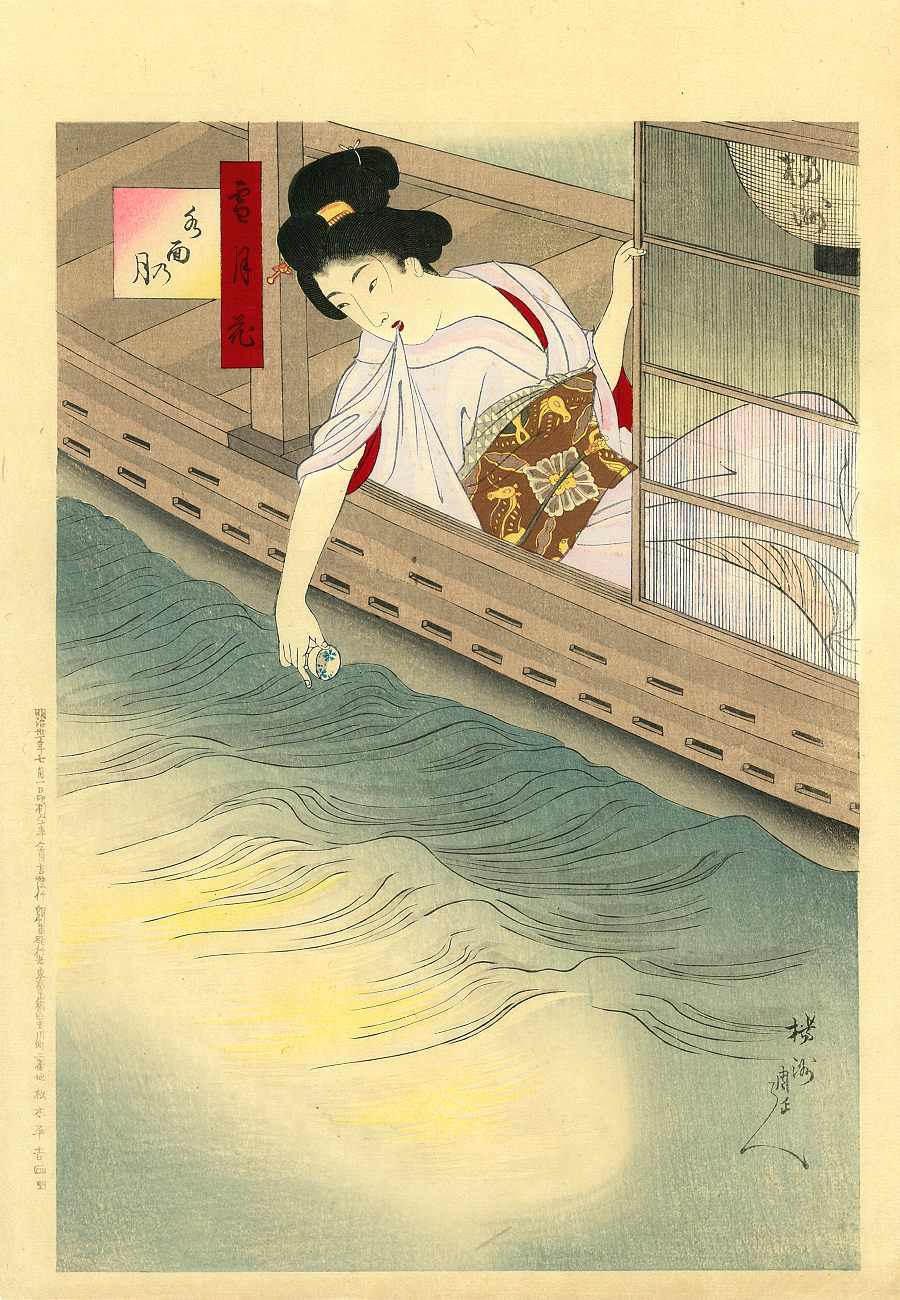
Setsu Gekka (second series), suimen no tsuki
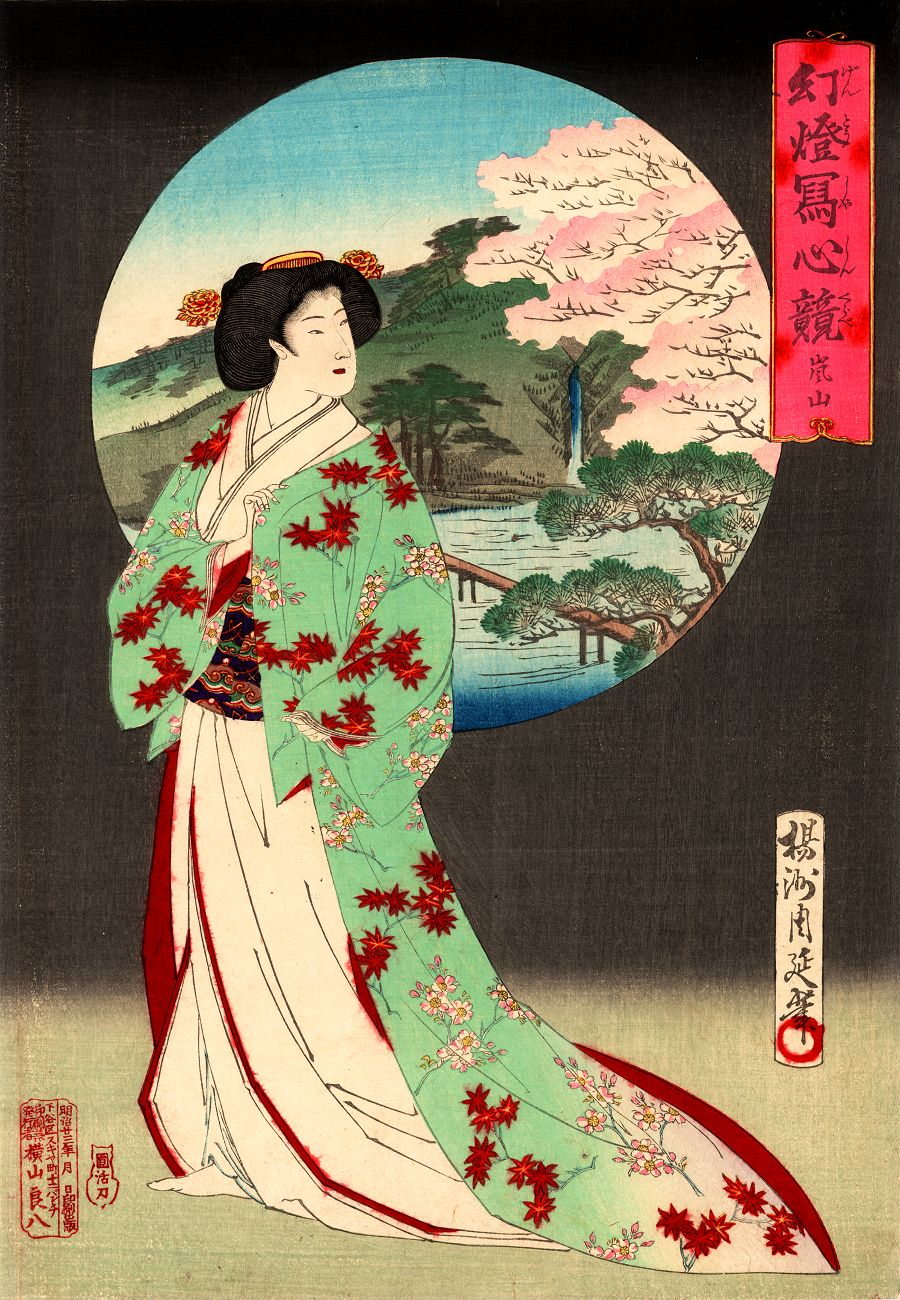
Gentō Shashin Kurabe series, Arashiyama
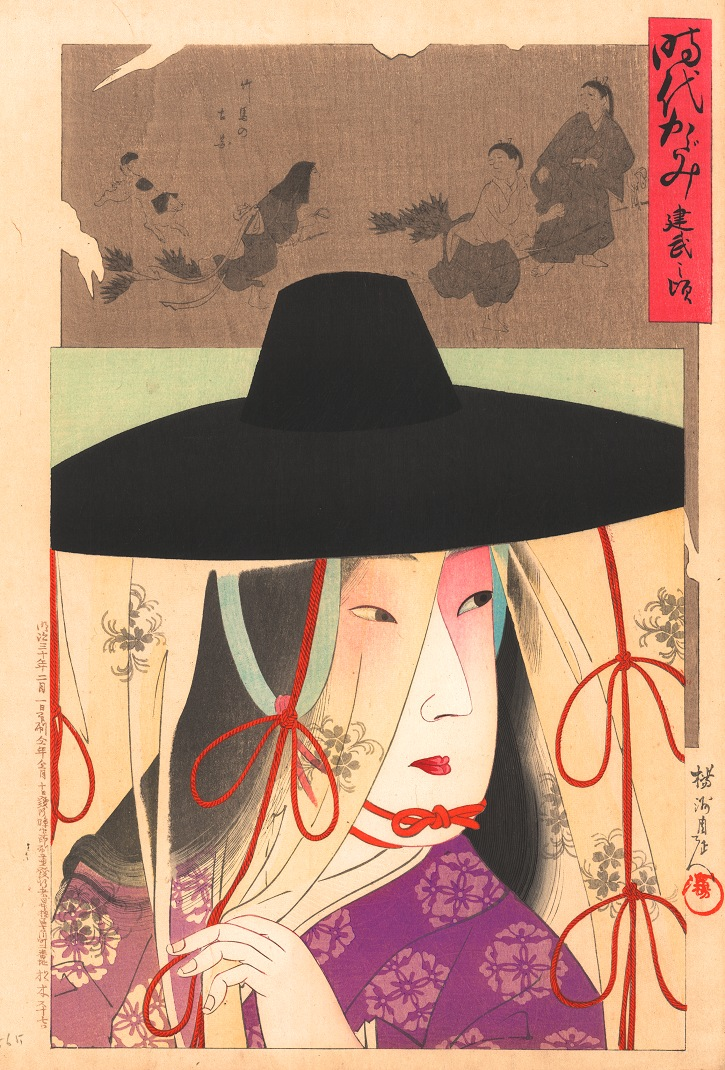
Jidai Kagami series, Kenmu nengō (era)
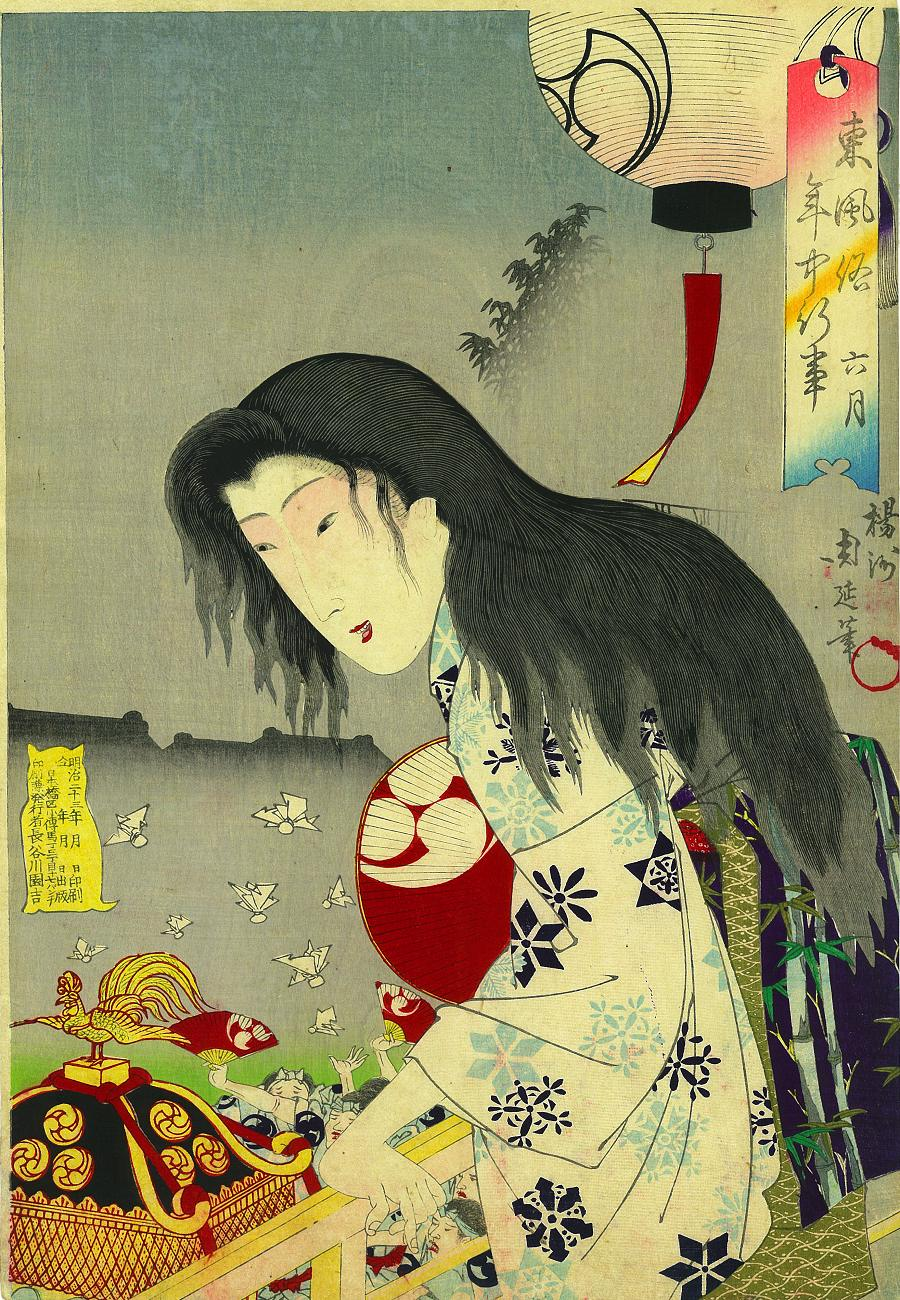
azuma fūzoku nenjū gyōji series, 6th month
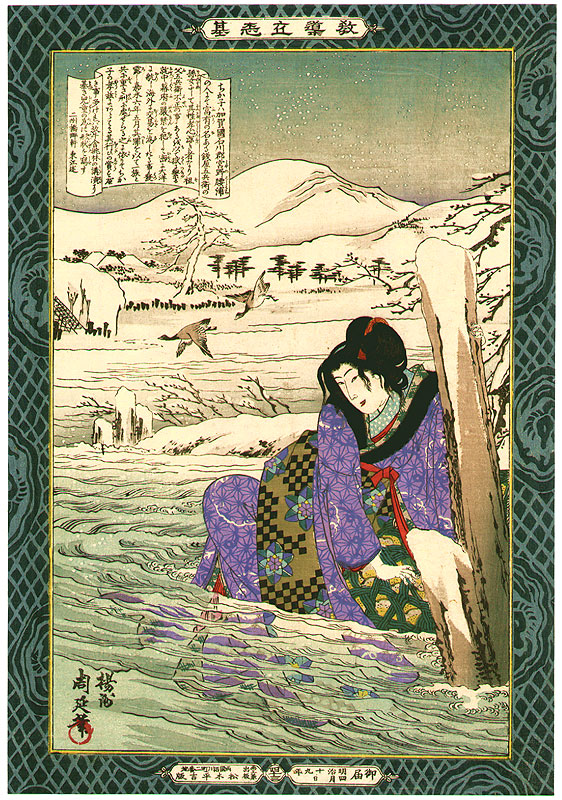
Kyōdō risshiki album No. 42 Chikako
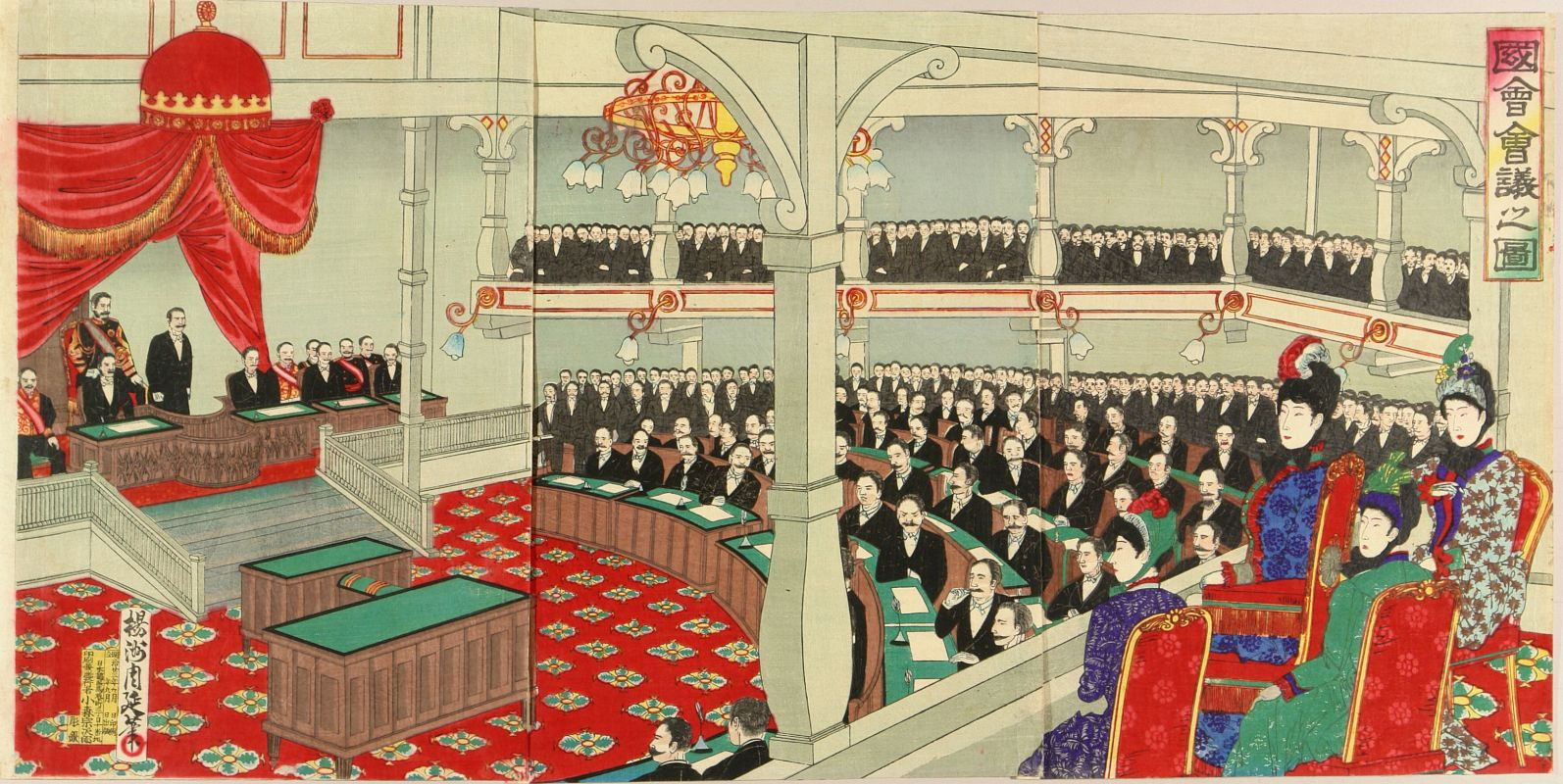
A scene of the Japanese Diet
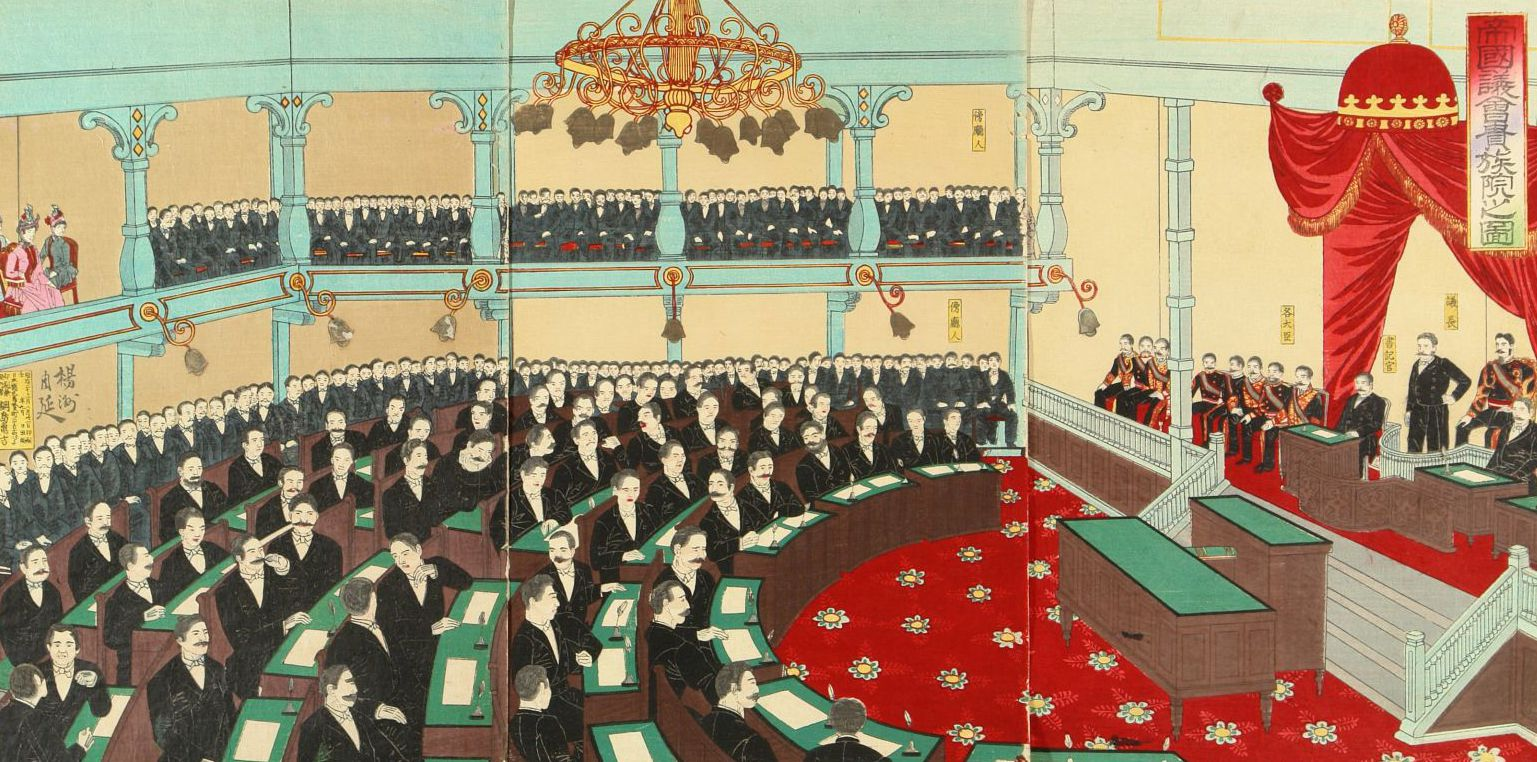
A Scene in the House of Peers
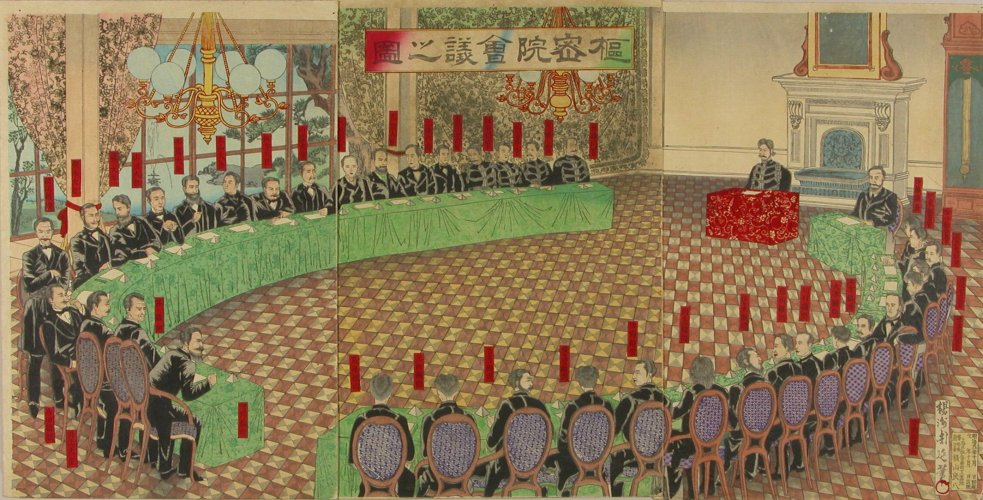
A scene of a meeting of the Privy Council
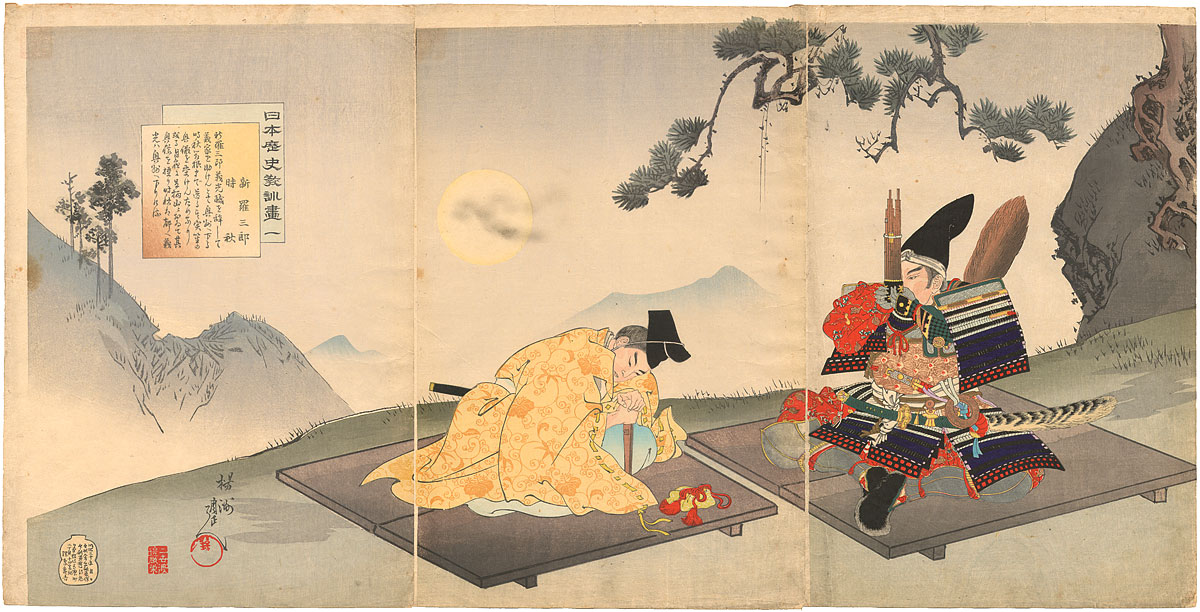
Nihon Rekishi Kyokun series – Lessons from Japan's History - Shiragi Saburō and Tokiaki
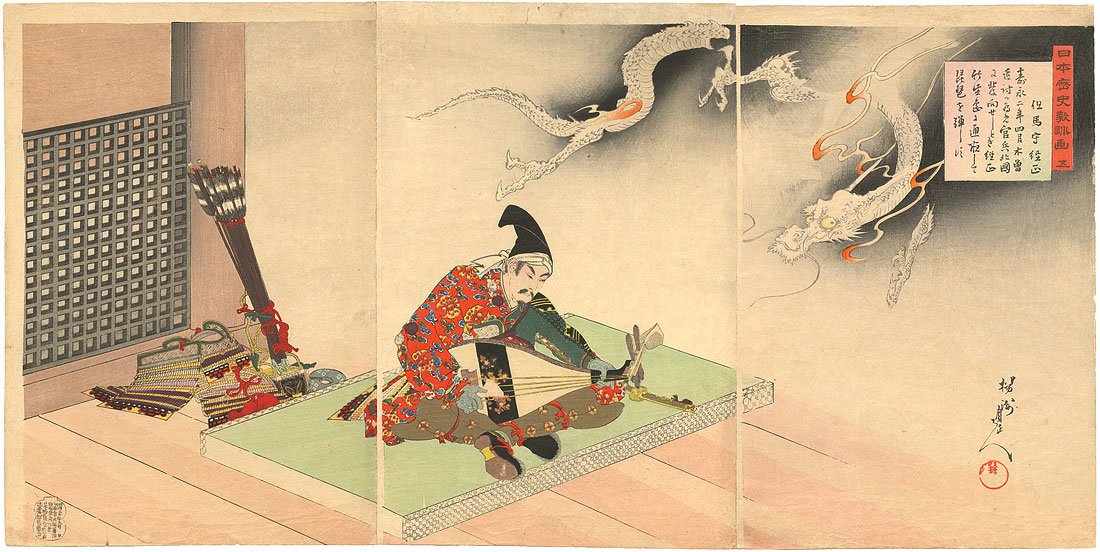
Nihon Rekishi Kyokun series – Lessons from Japan's History - Tajima no kami Norimasa
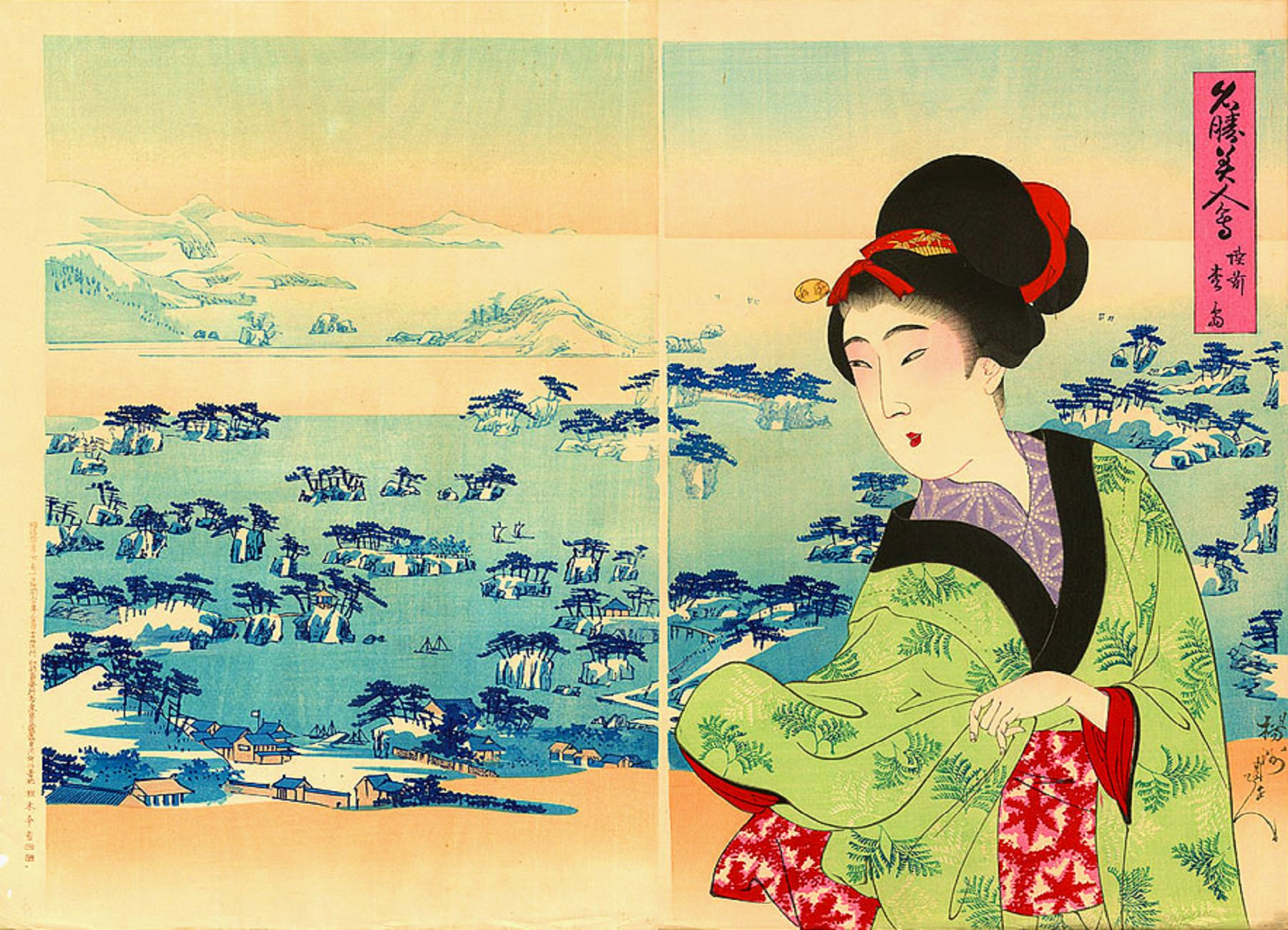
Meisho Bijin Awase series, Matsushima in Rikuzen Province
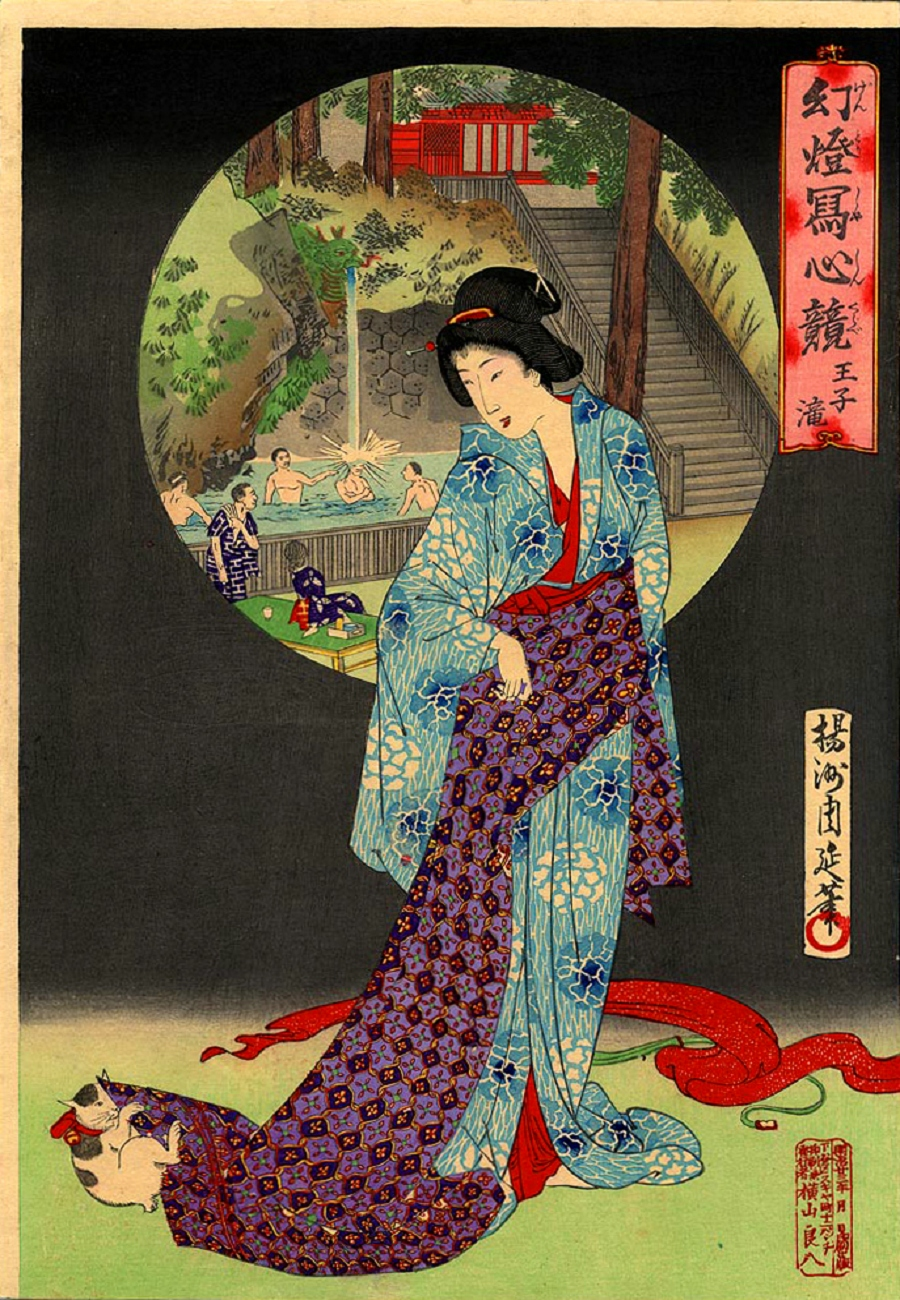
gentō shashin kurabe series, Oji no taki
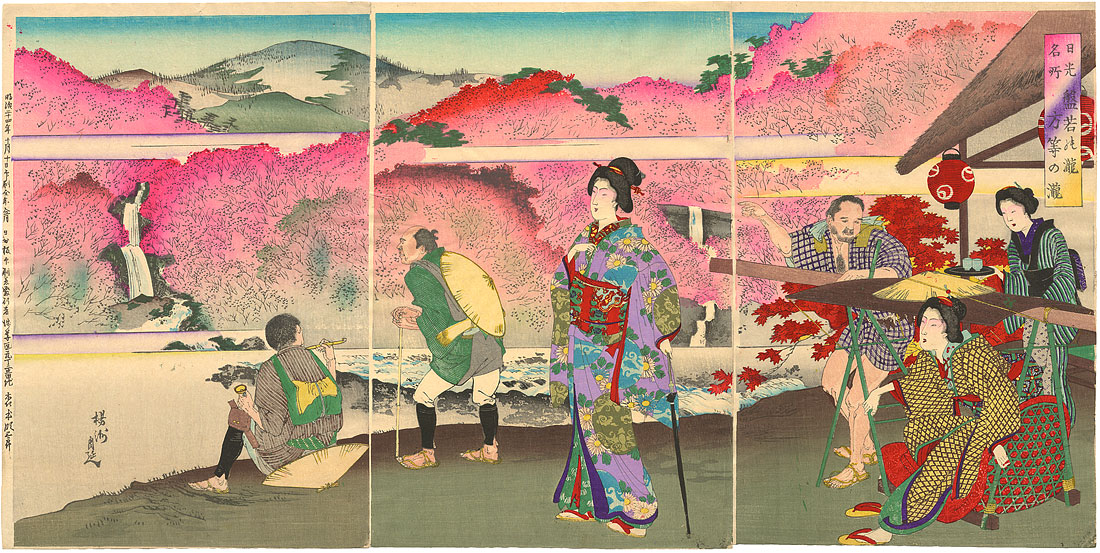
Nikko Mesho series, Hannya and Hoto Waterfalls
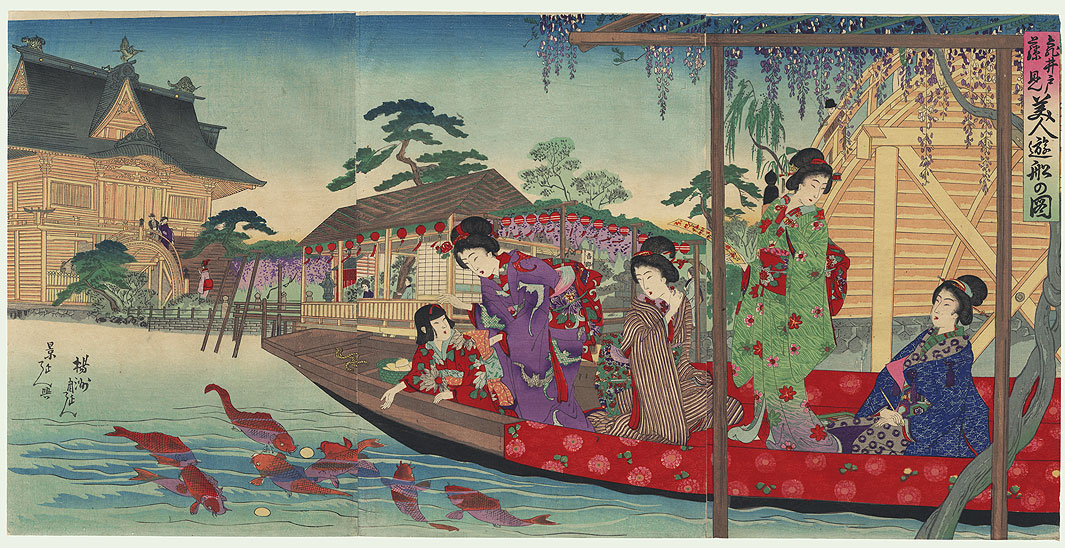
Kameido Tenjin Shrine
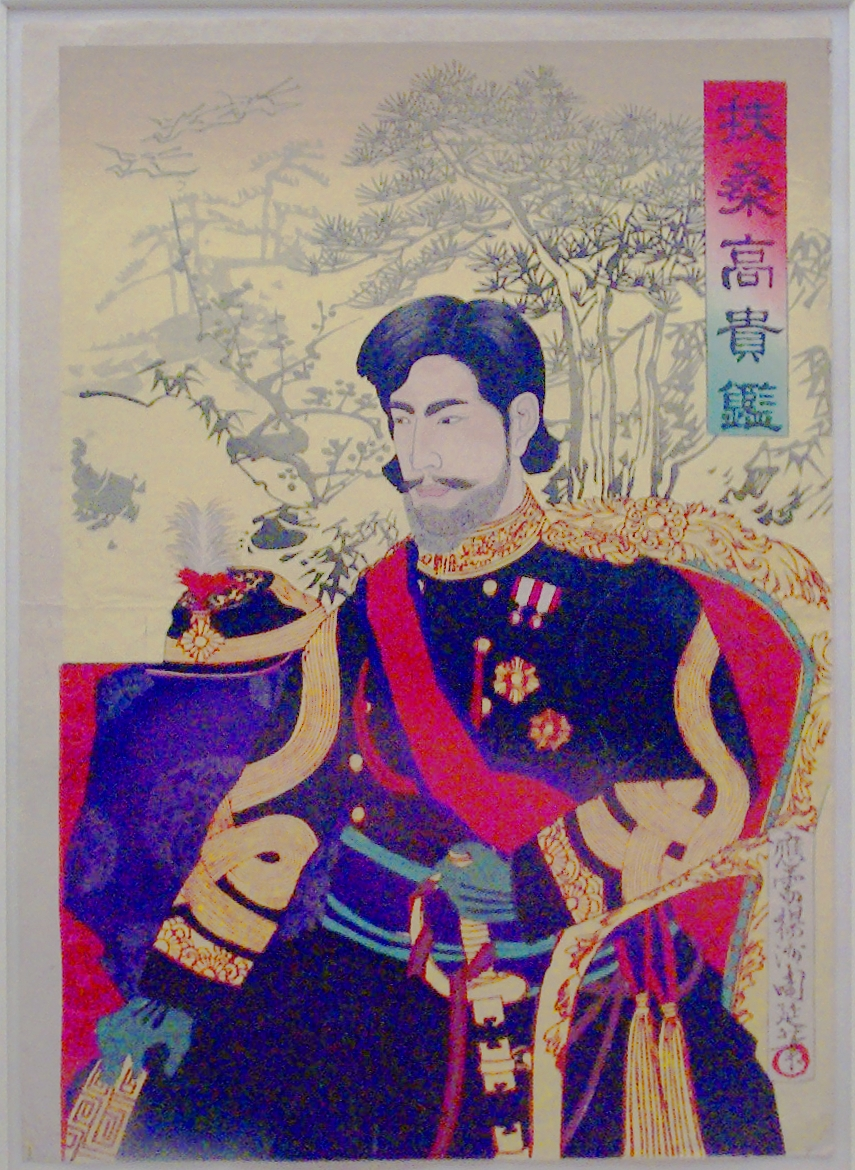
Імператор Мейдзі
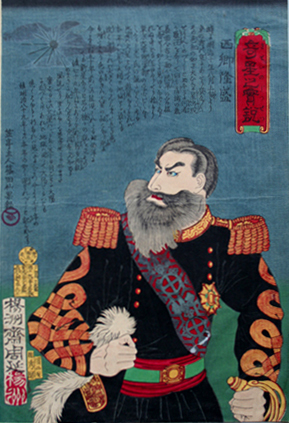
Сайго Такаморі
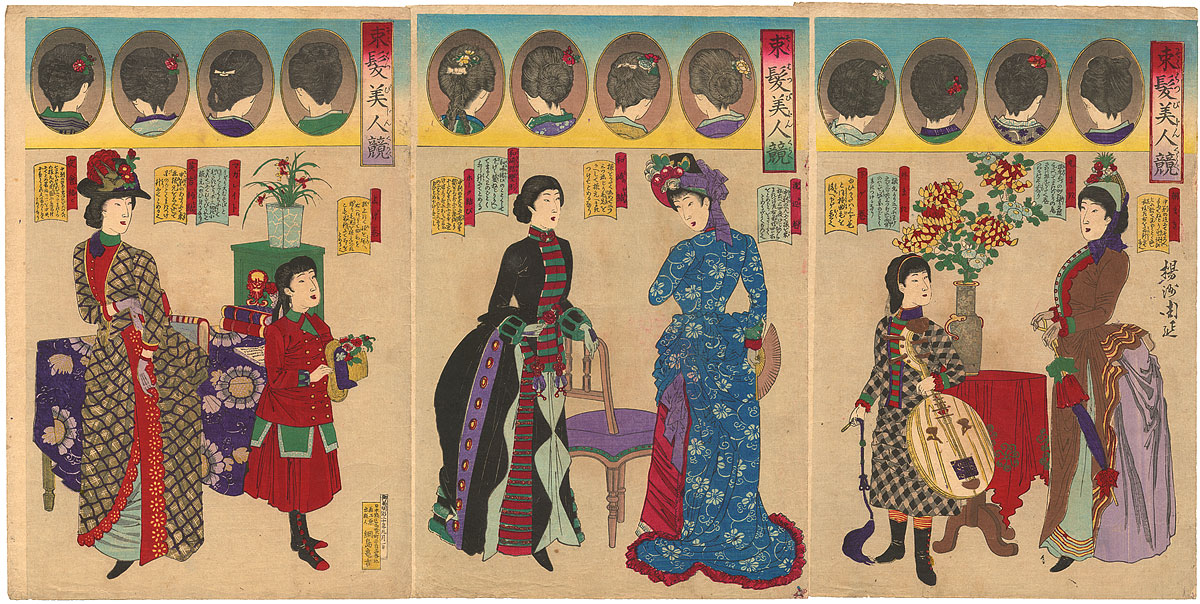
Women and girls in Western dress with various hairstyles
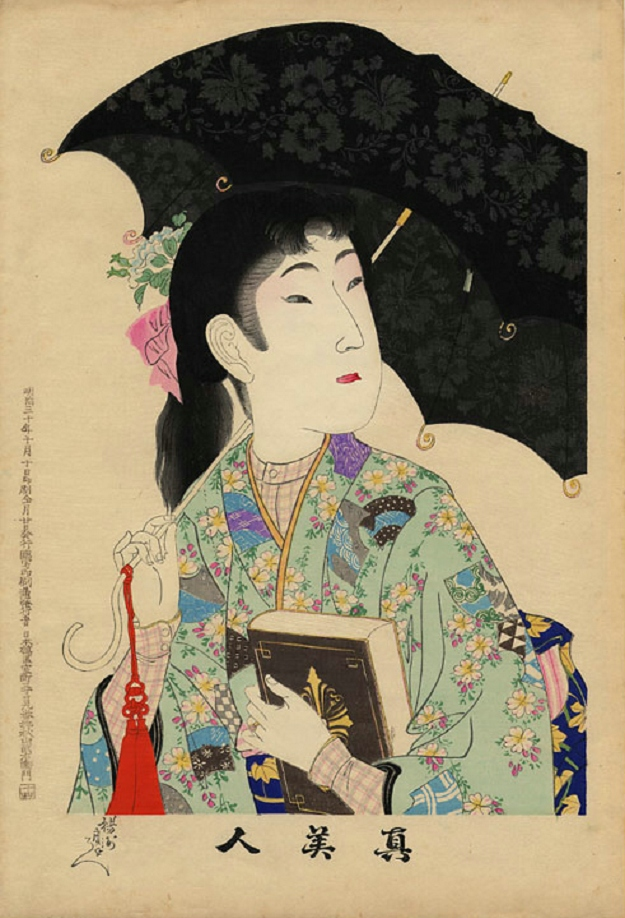
shin bijin series:Woman with Western-style umbella and book
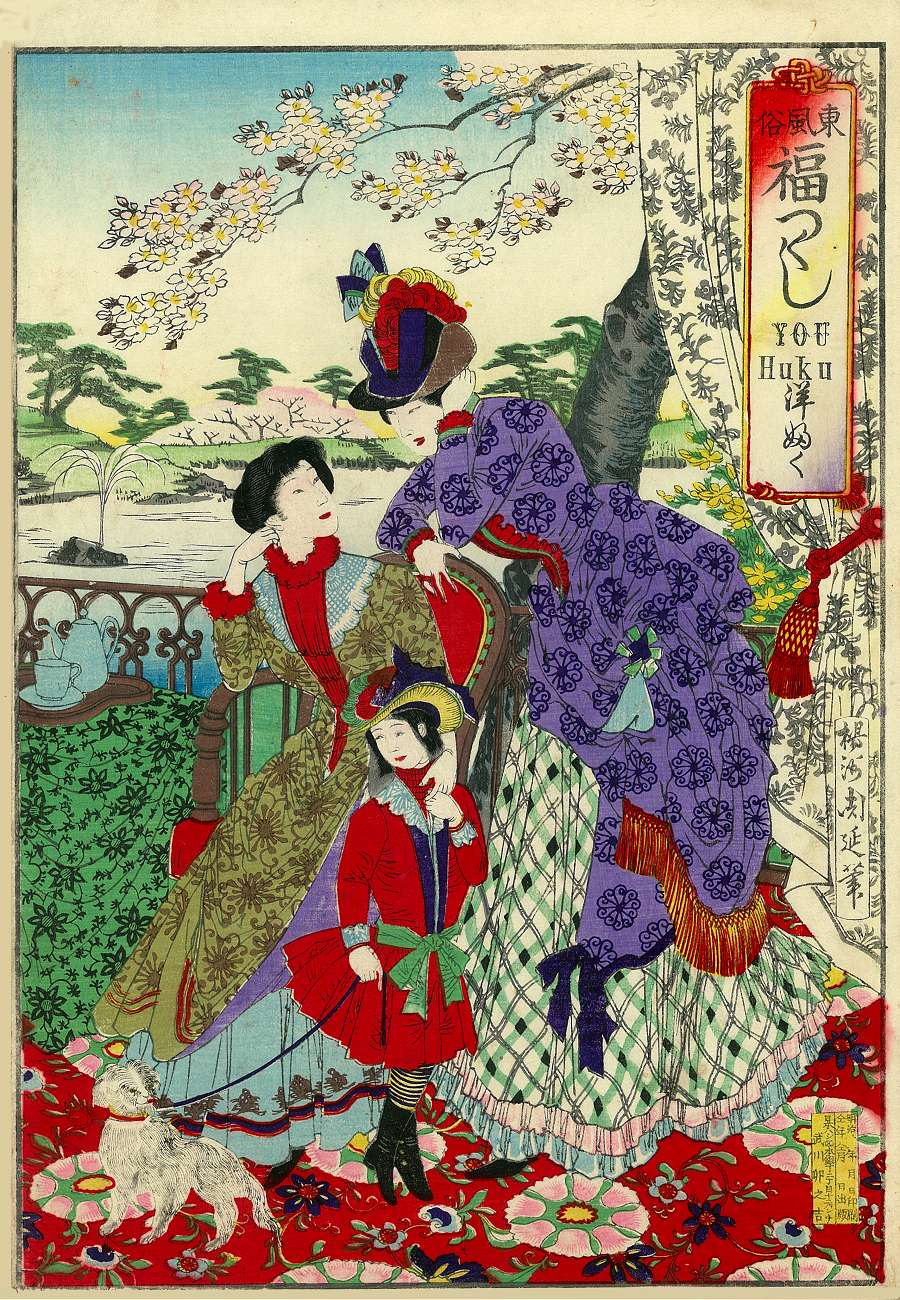
azuma fūzoku fuku tsukushi series:Western-style clothing
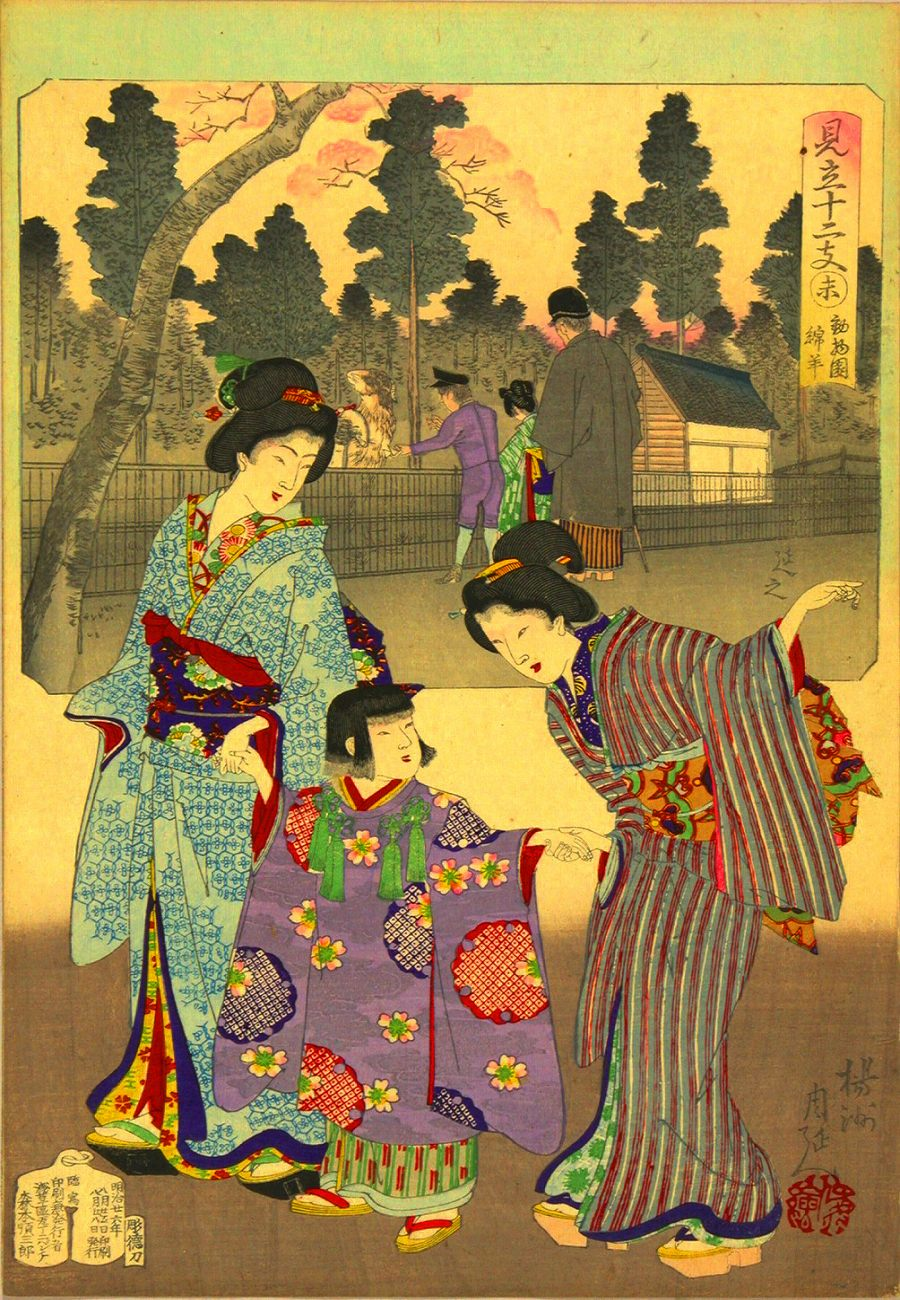
mitate jūnishi series:Depiction of mixed clothing styles
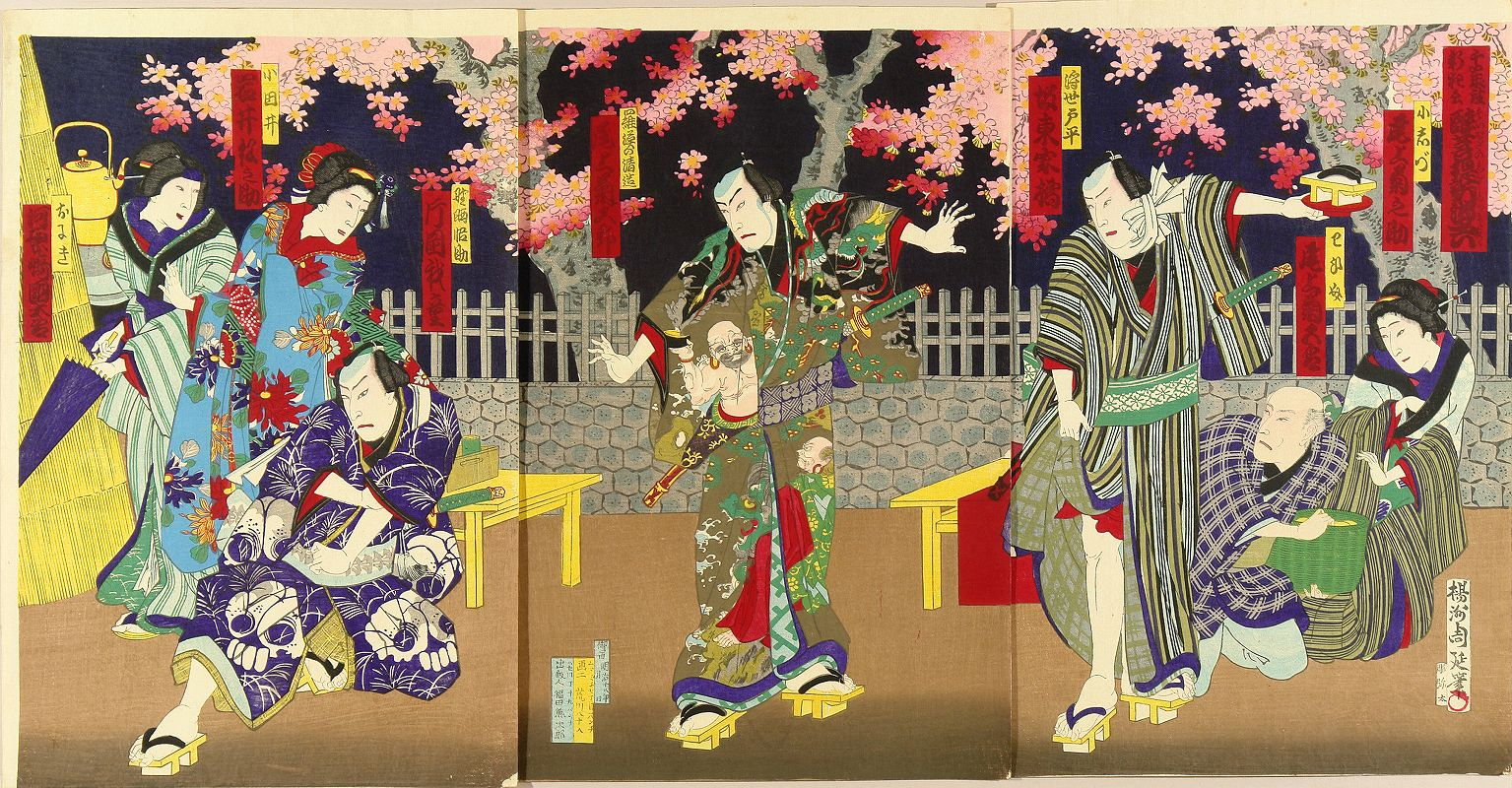
Кабукі
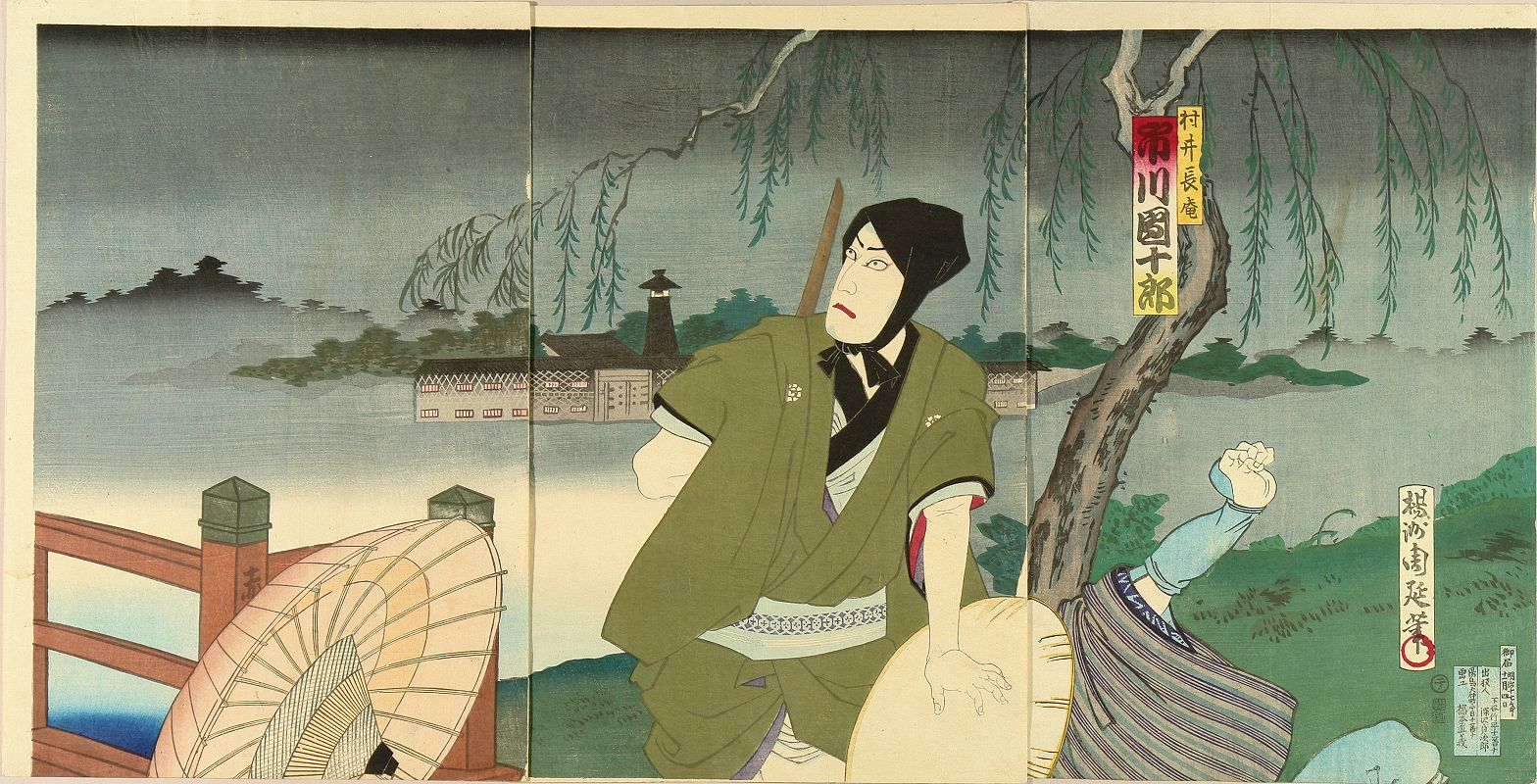
Кабукі
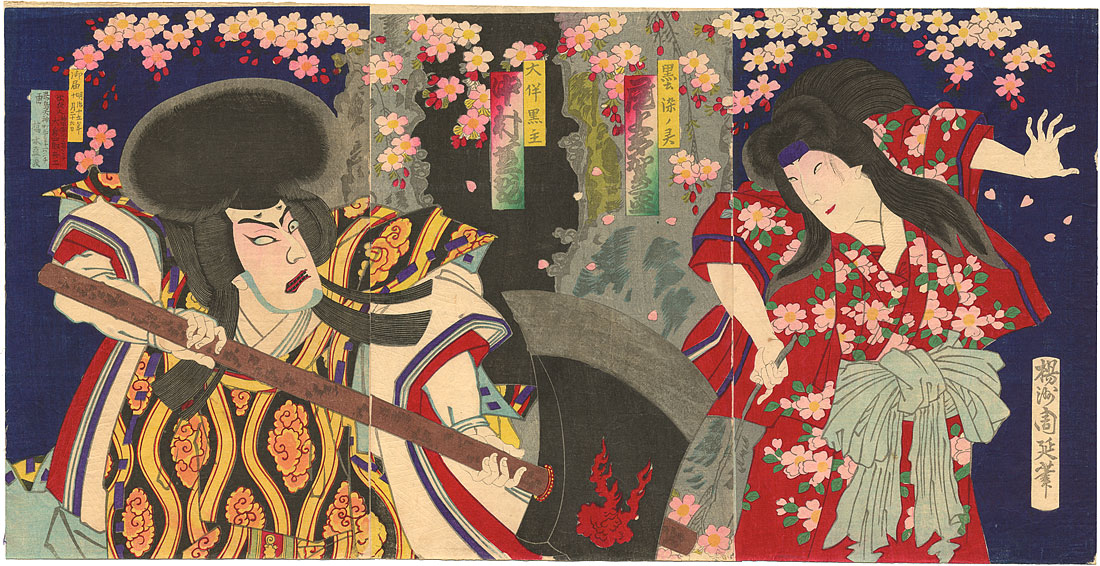
Kuronushi attempting to cut down a cherry tree
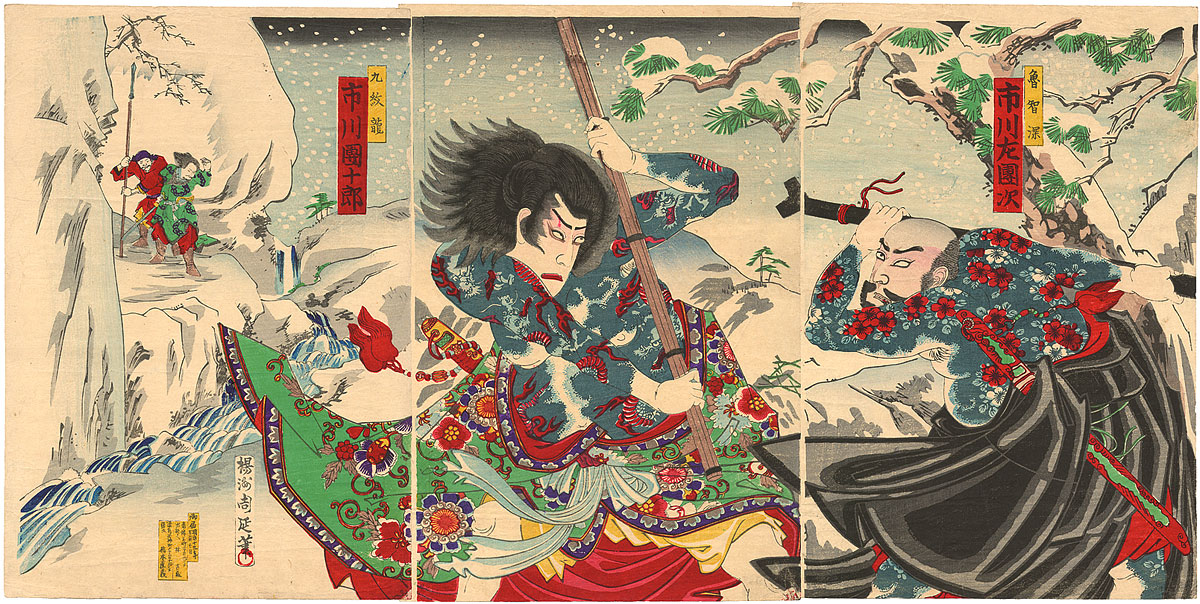
Кабукі
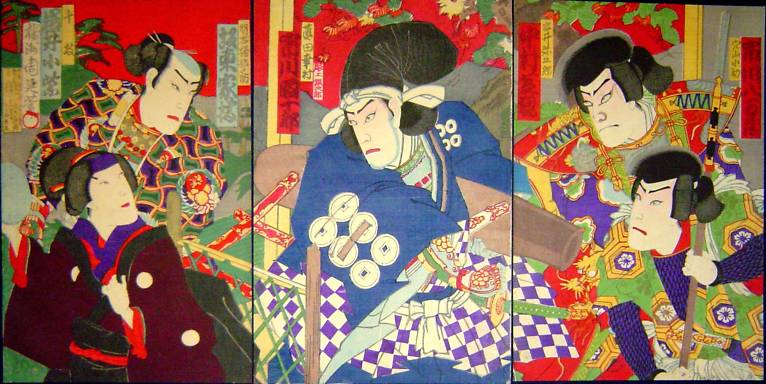
Kabuki scene depicting a samurai of the Sanada carrying a cannon
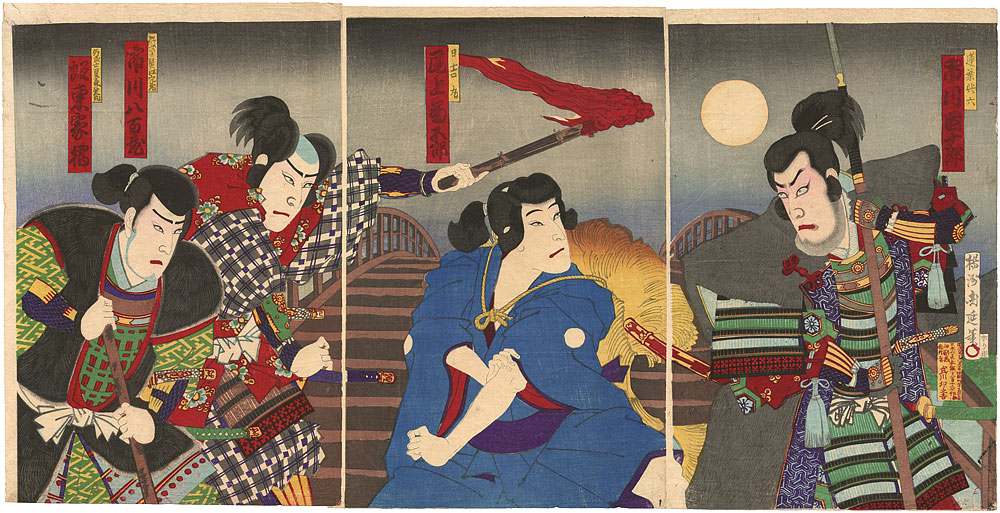
Кабукі
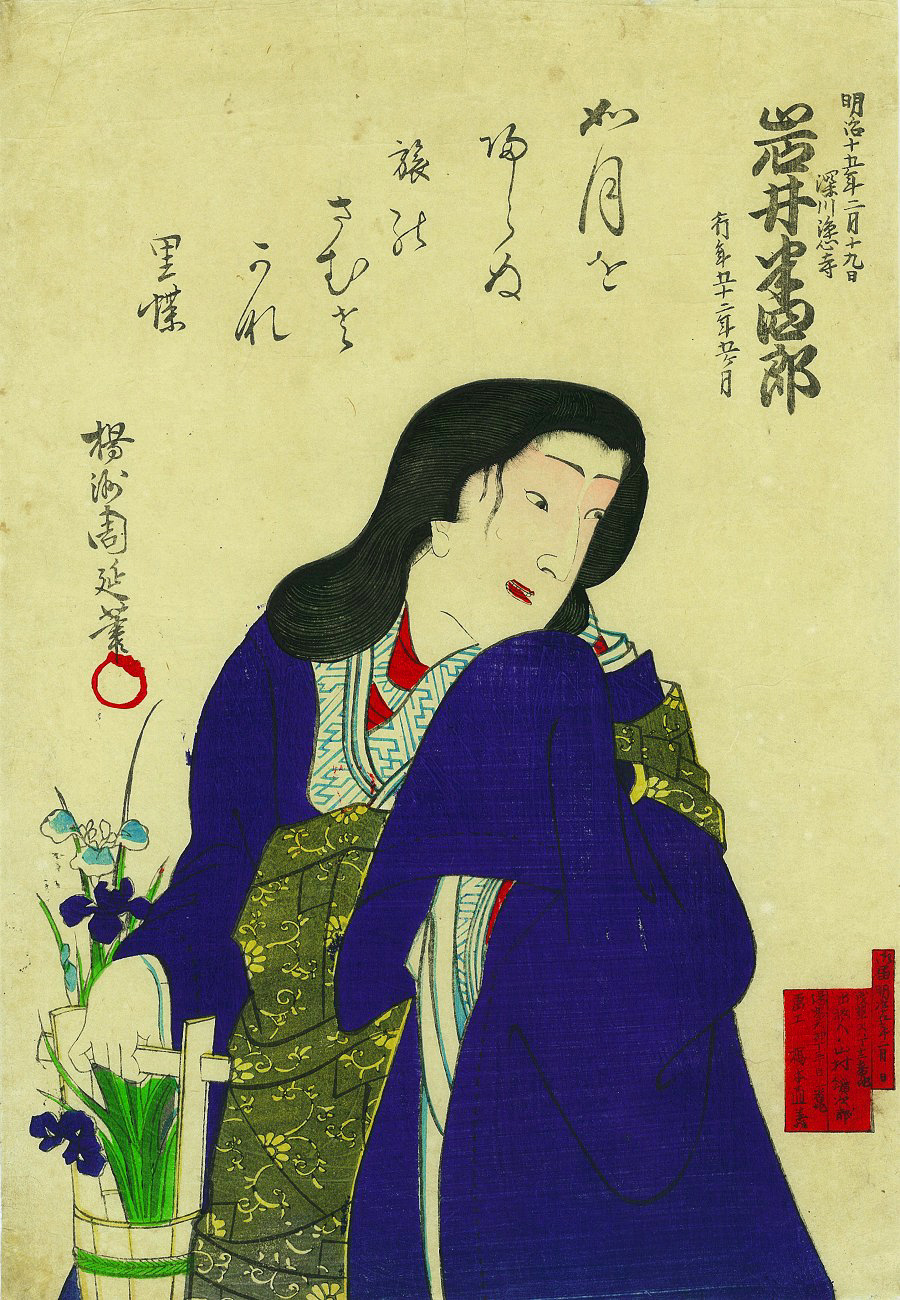
Iwai Hanshiro VIII, 1829-1882
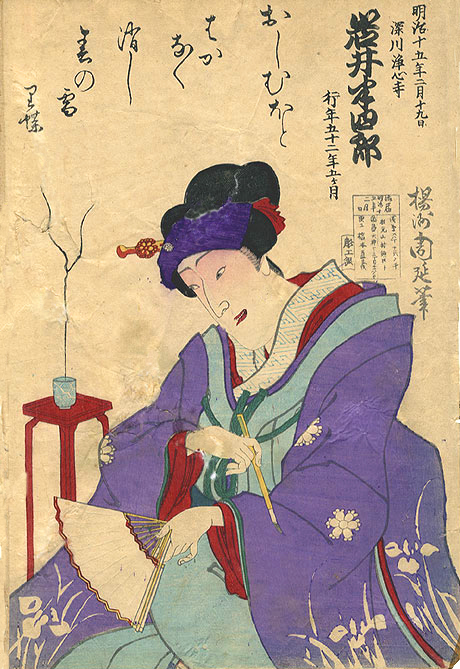
Iwai Hanshiro VIII
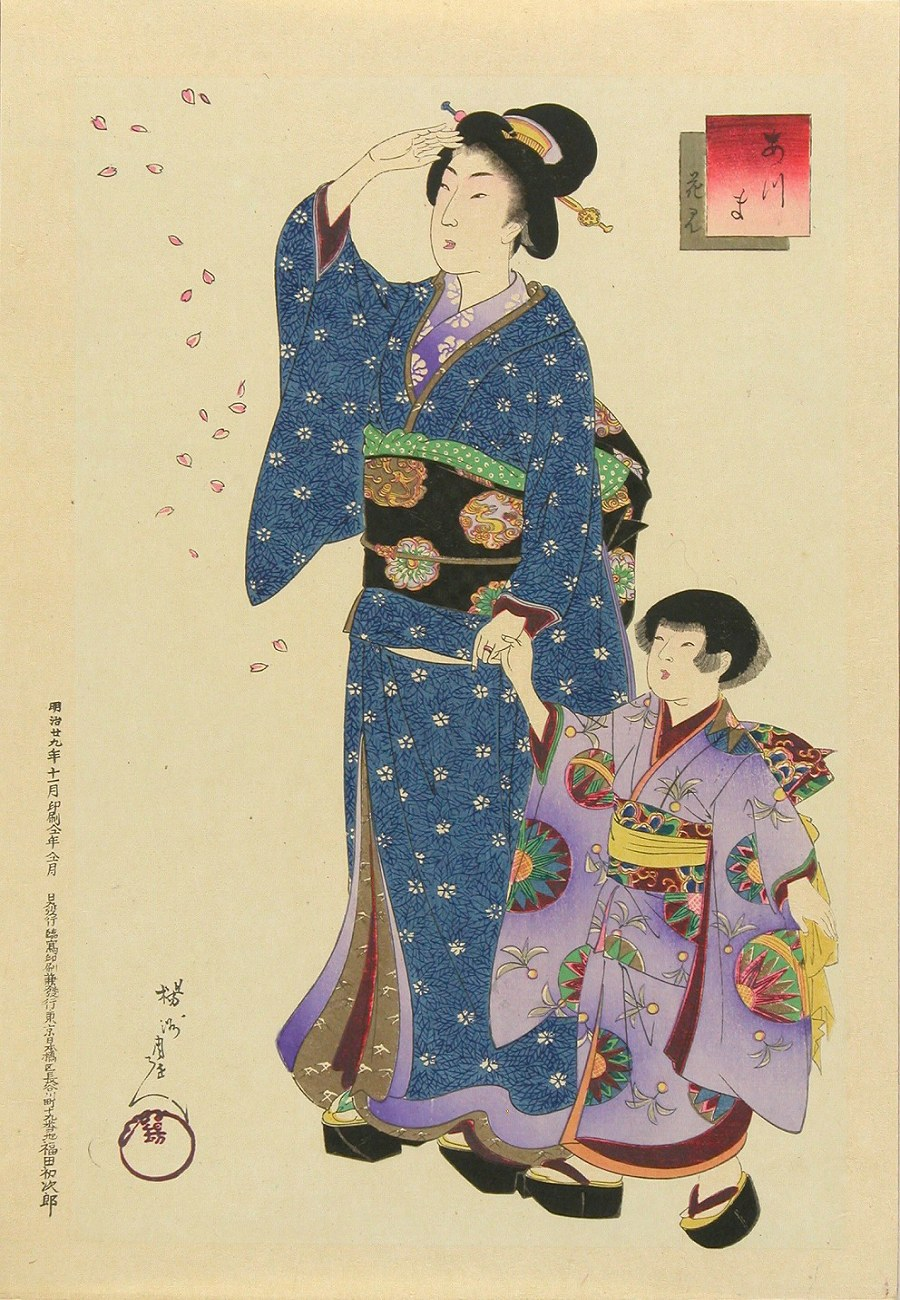
Azuma kai series:Watching cherry blossoms fall (hanami)
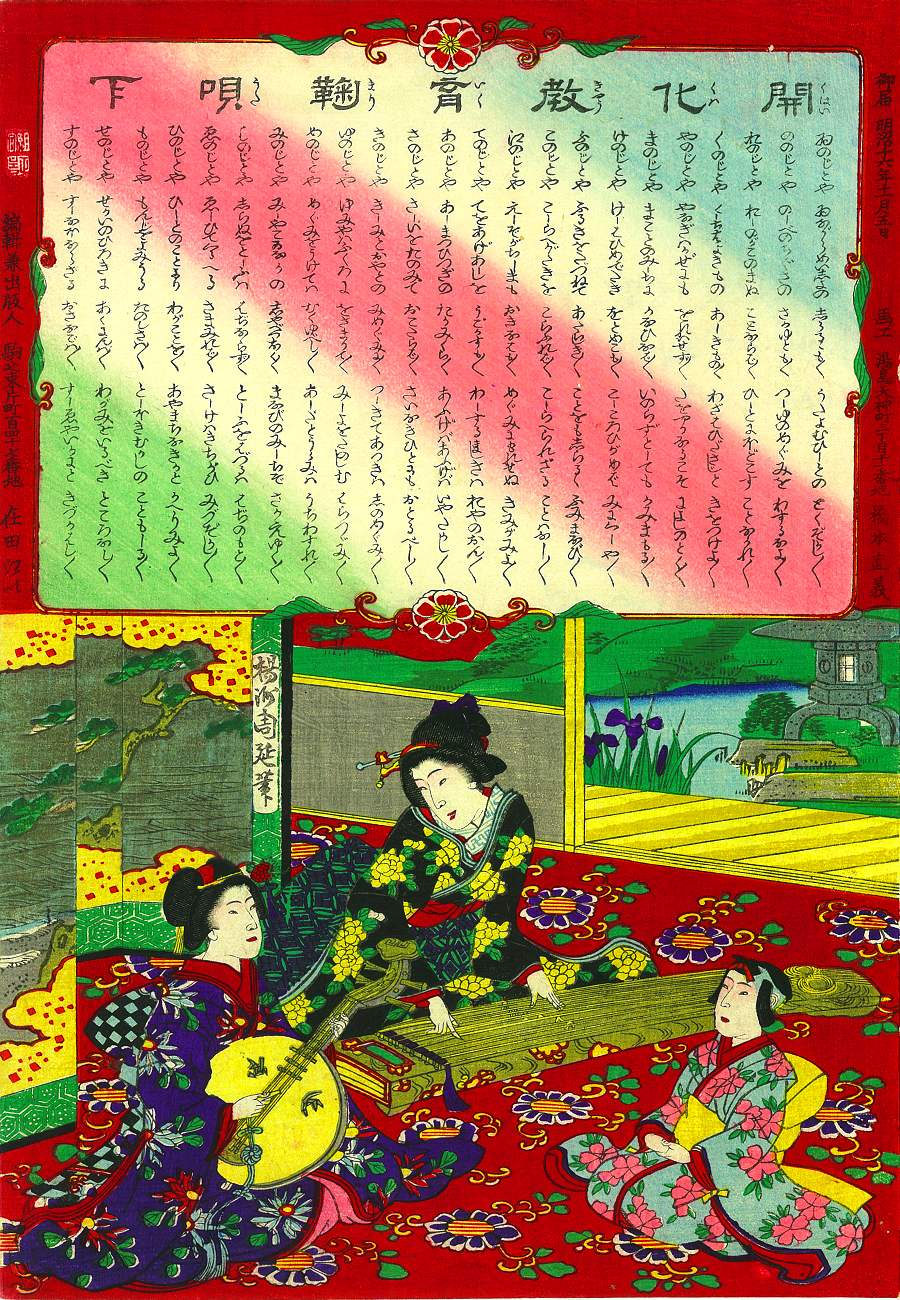
Kaika kyōiku mari uta series:teaching songs with koto and gekkin
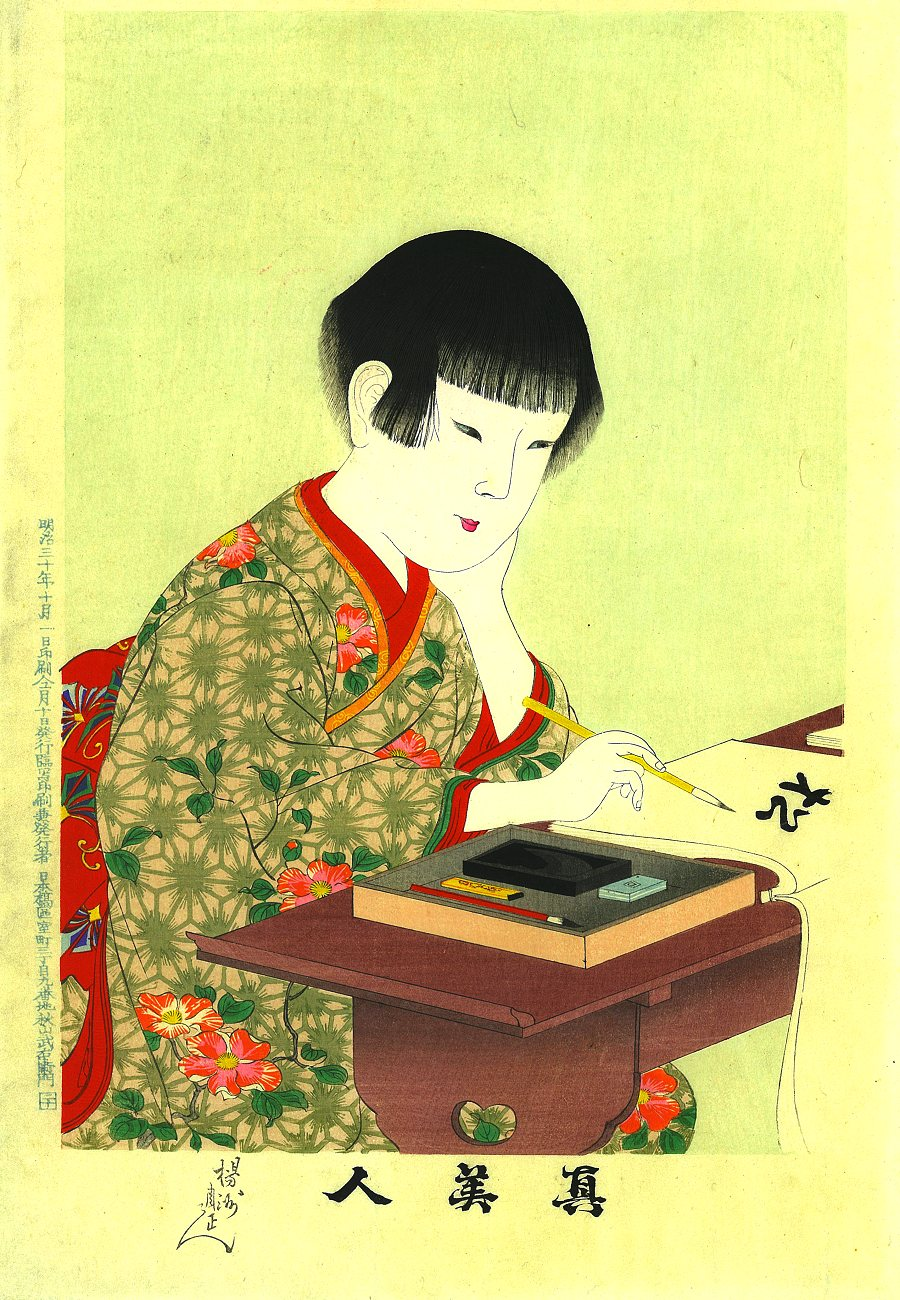
Shin bijin series:Practicing kanji
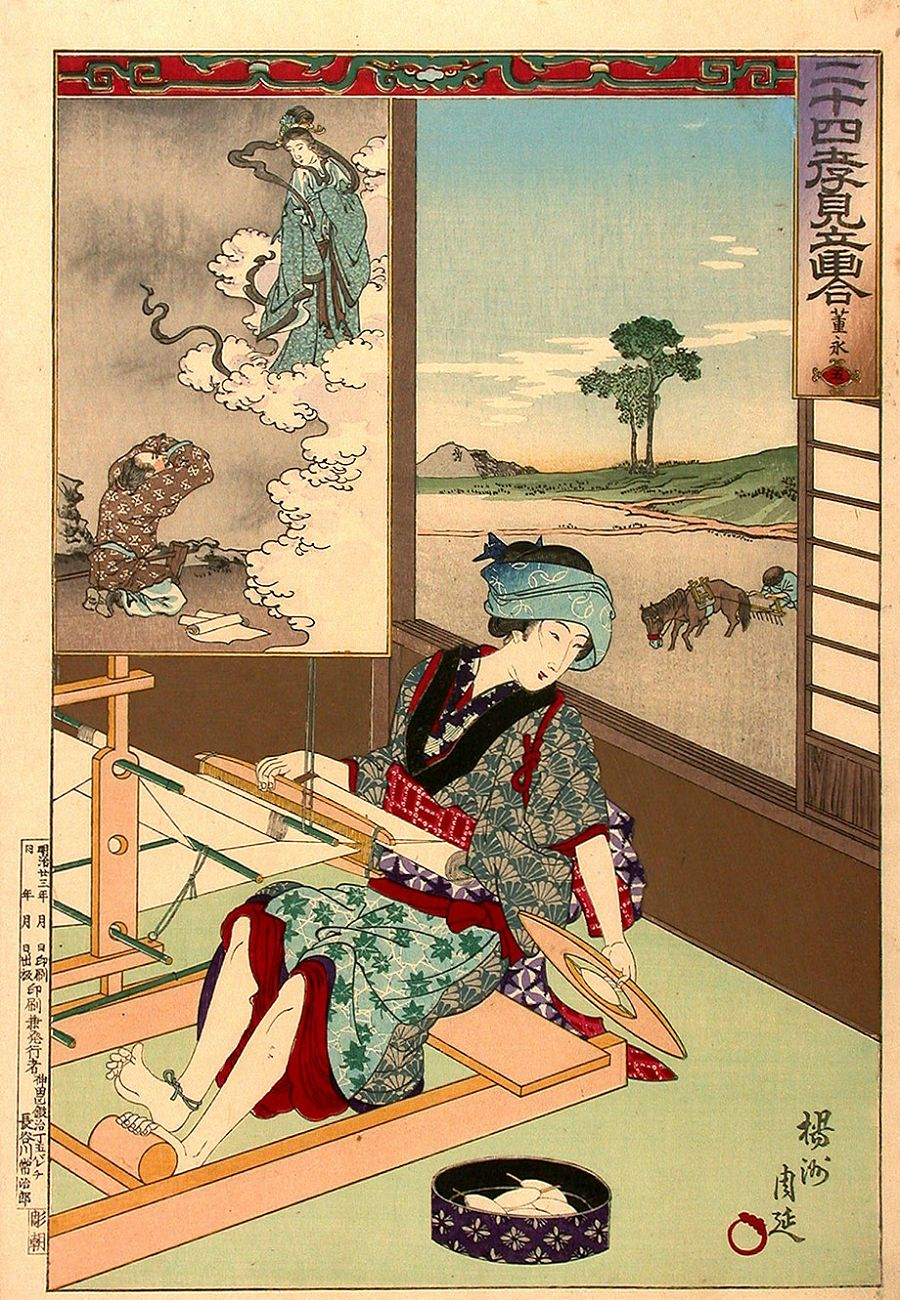
Nijūshi kō mitate e awase series:Weaving Tōei
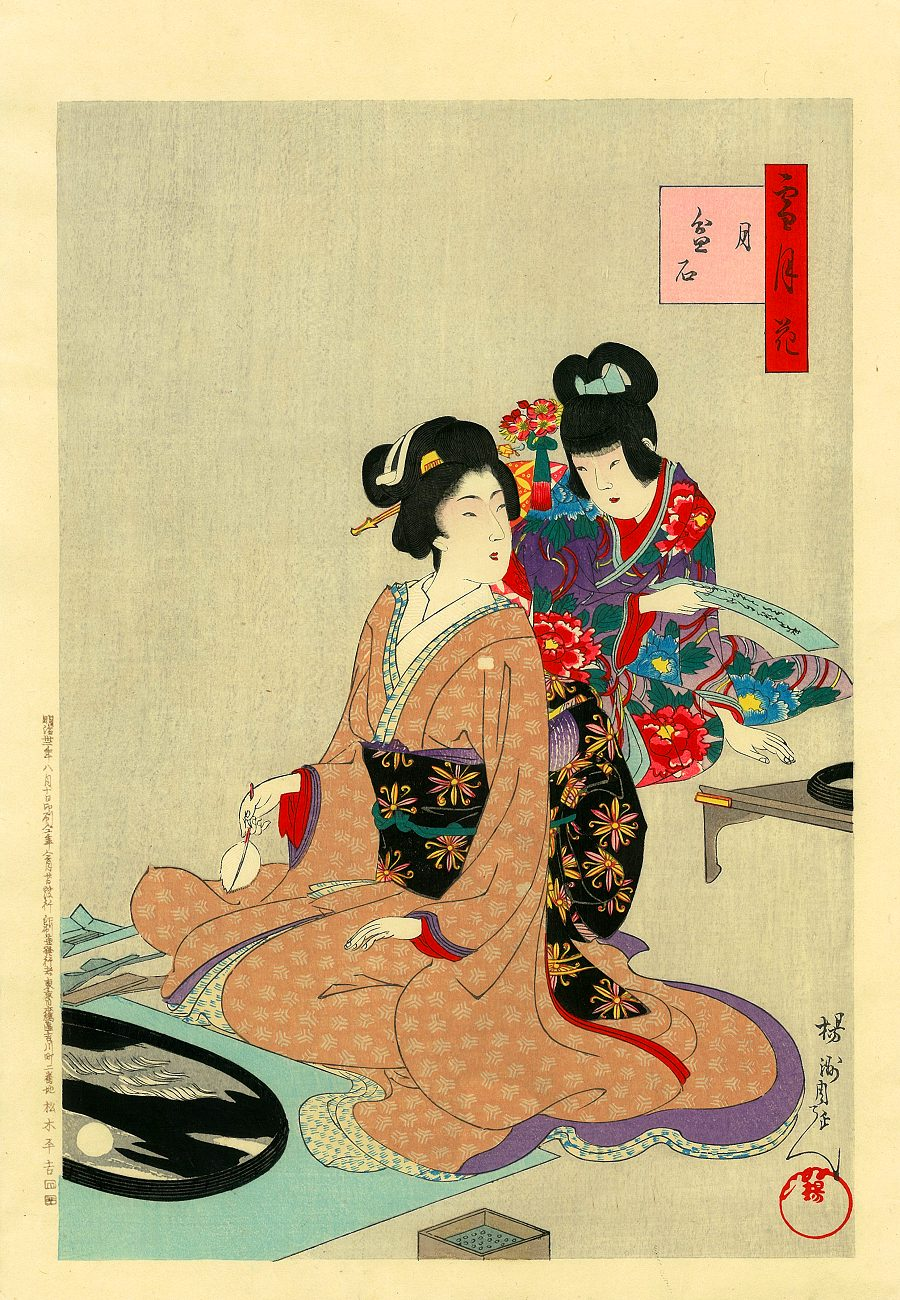
Setsu gekka series II:creating bonseki
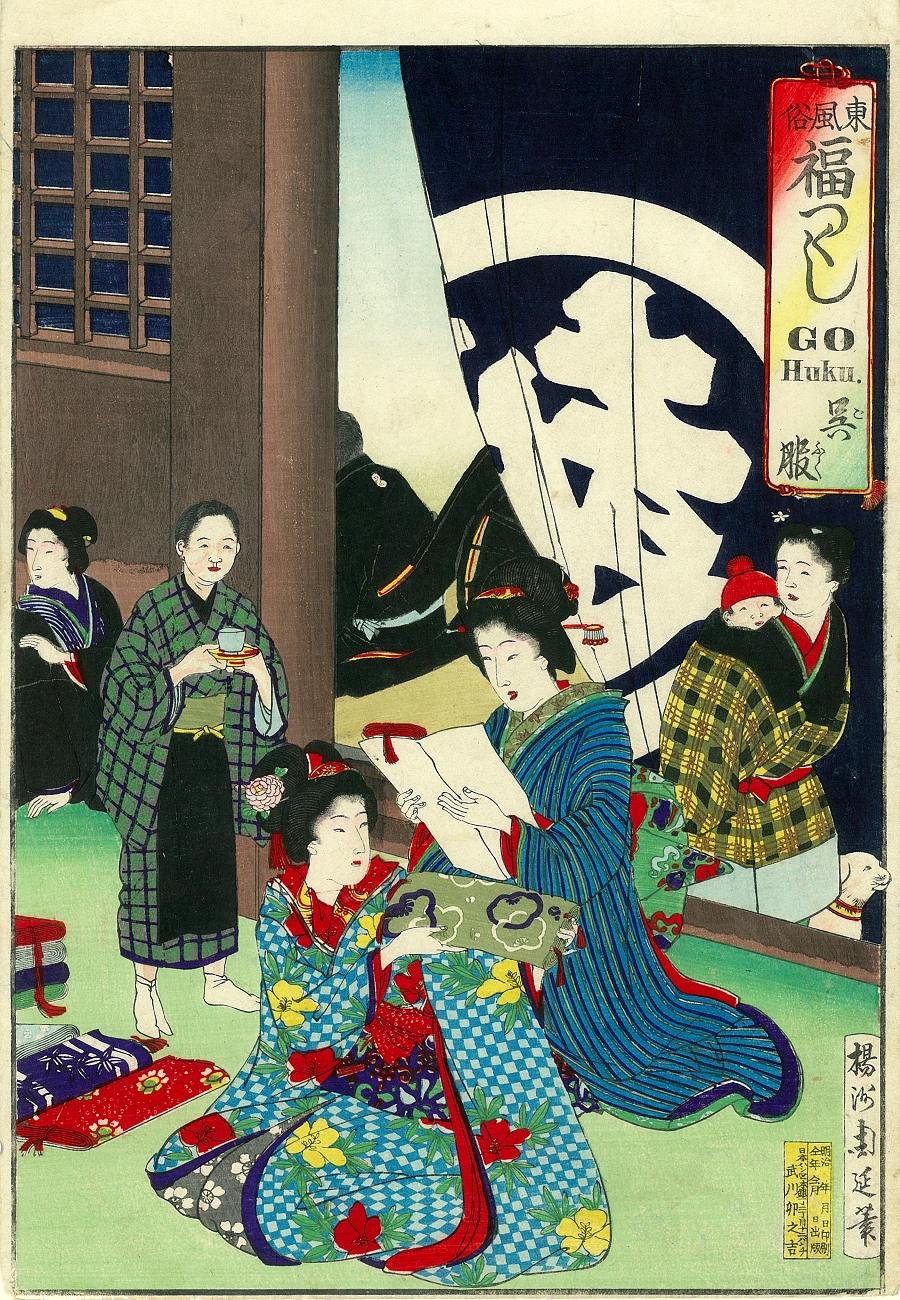
Azuma fūzoku fuku tsukushiseries:purchasing kimono cloth at the drapers
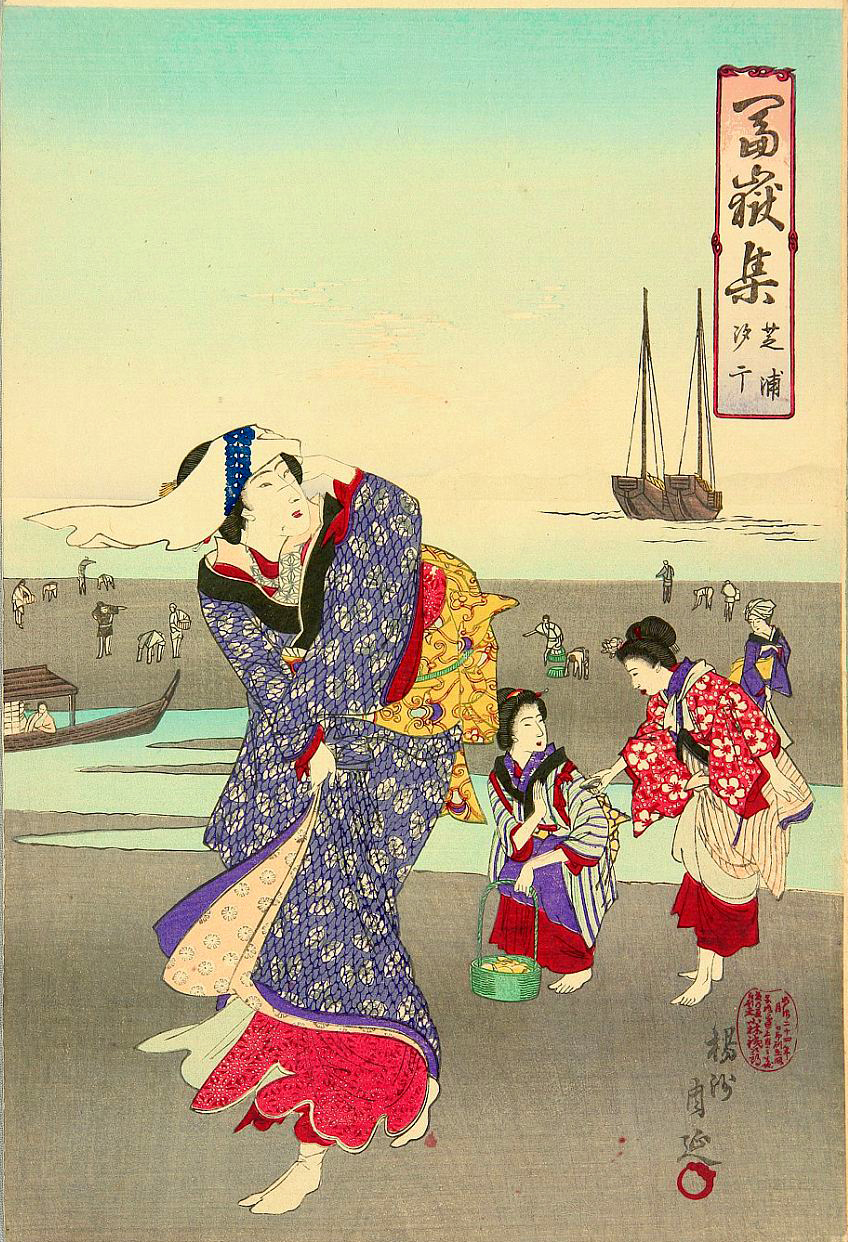
Fugaku shū series:Women digging clams at the beach
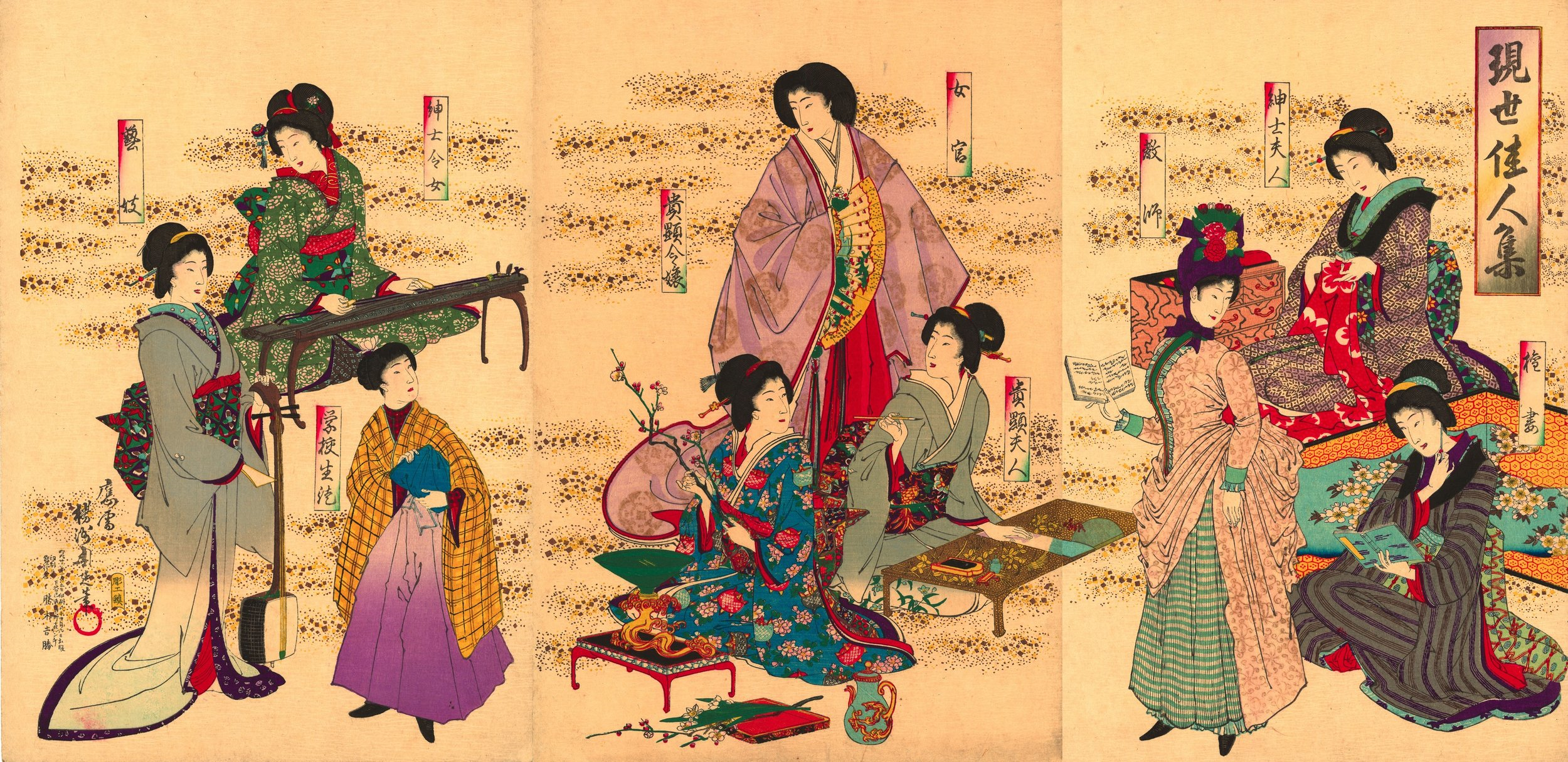
Typical Meiji era pastimes
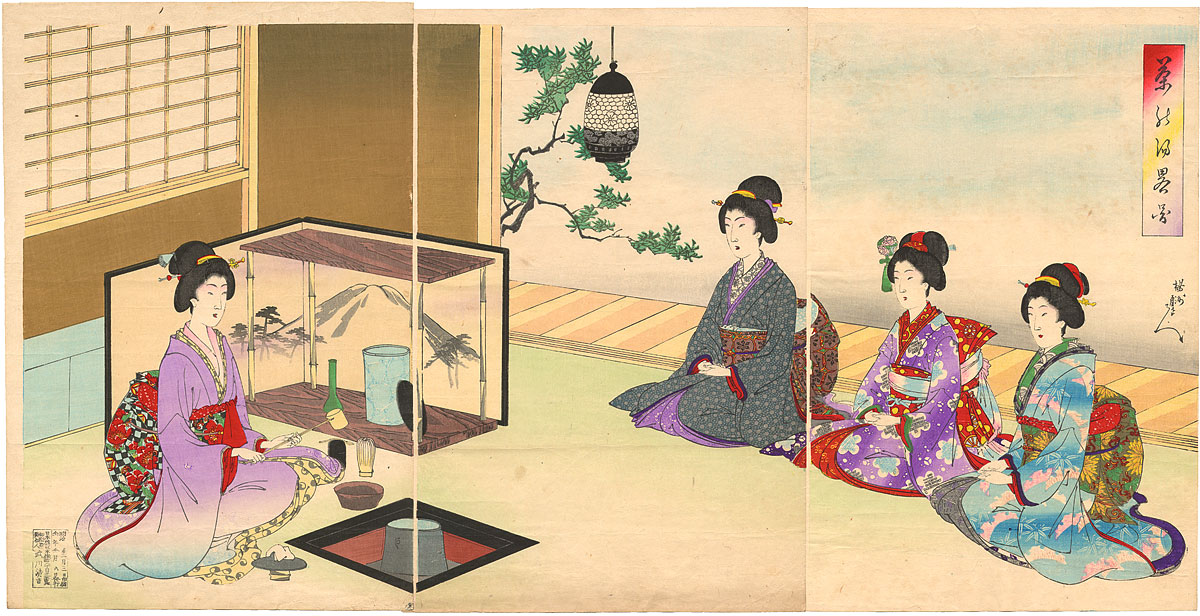
Японська чайна церемонія
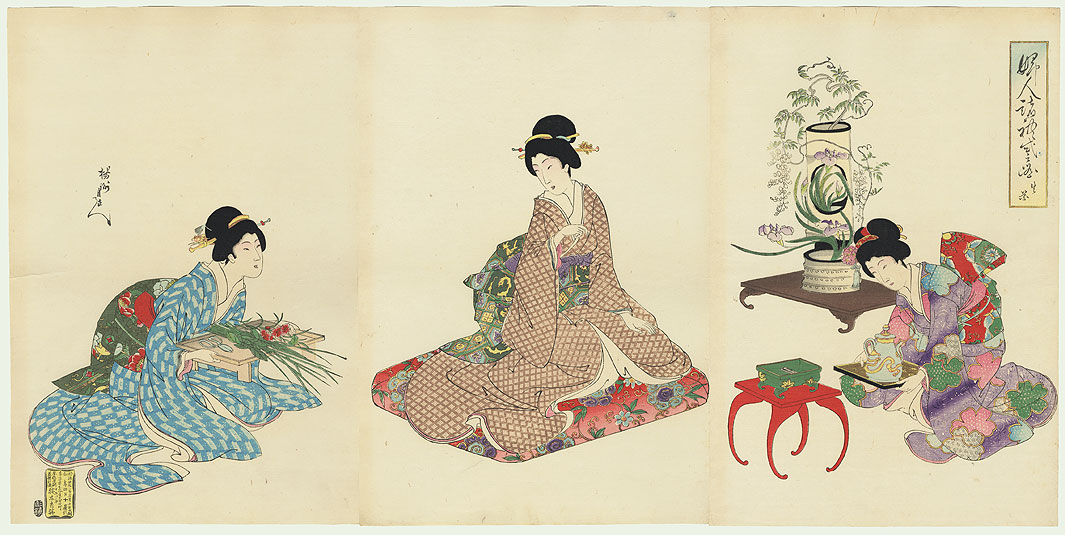
Ікебана
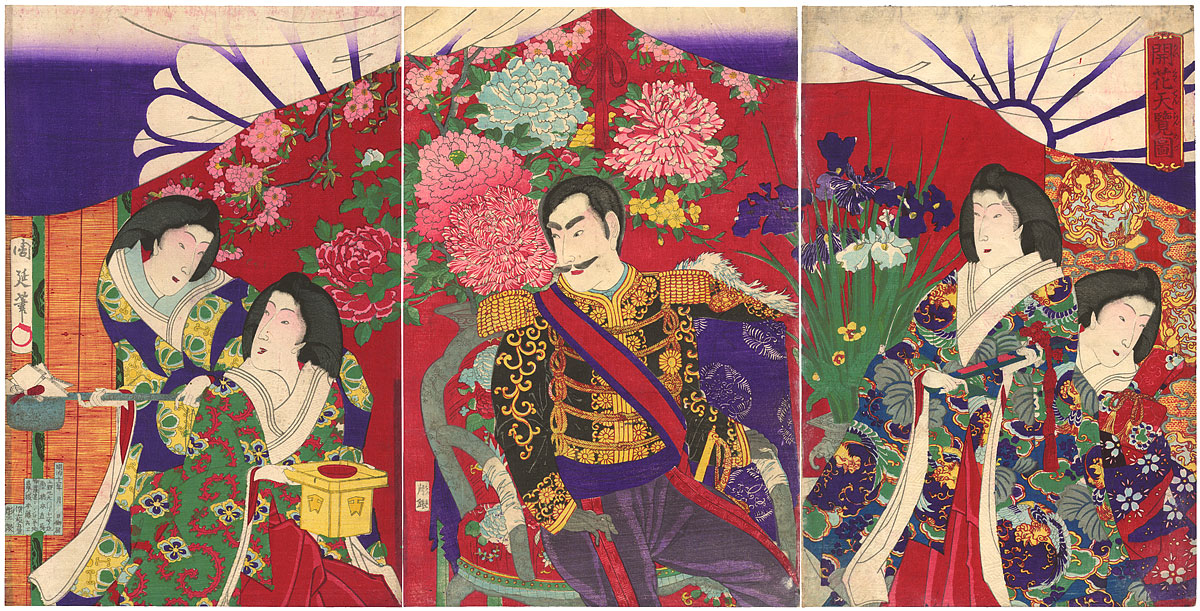
Emperor Meiji at a Flower Show
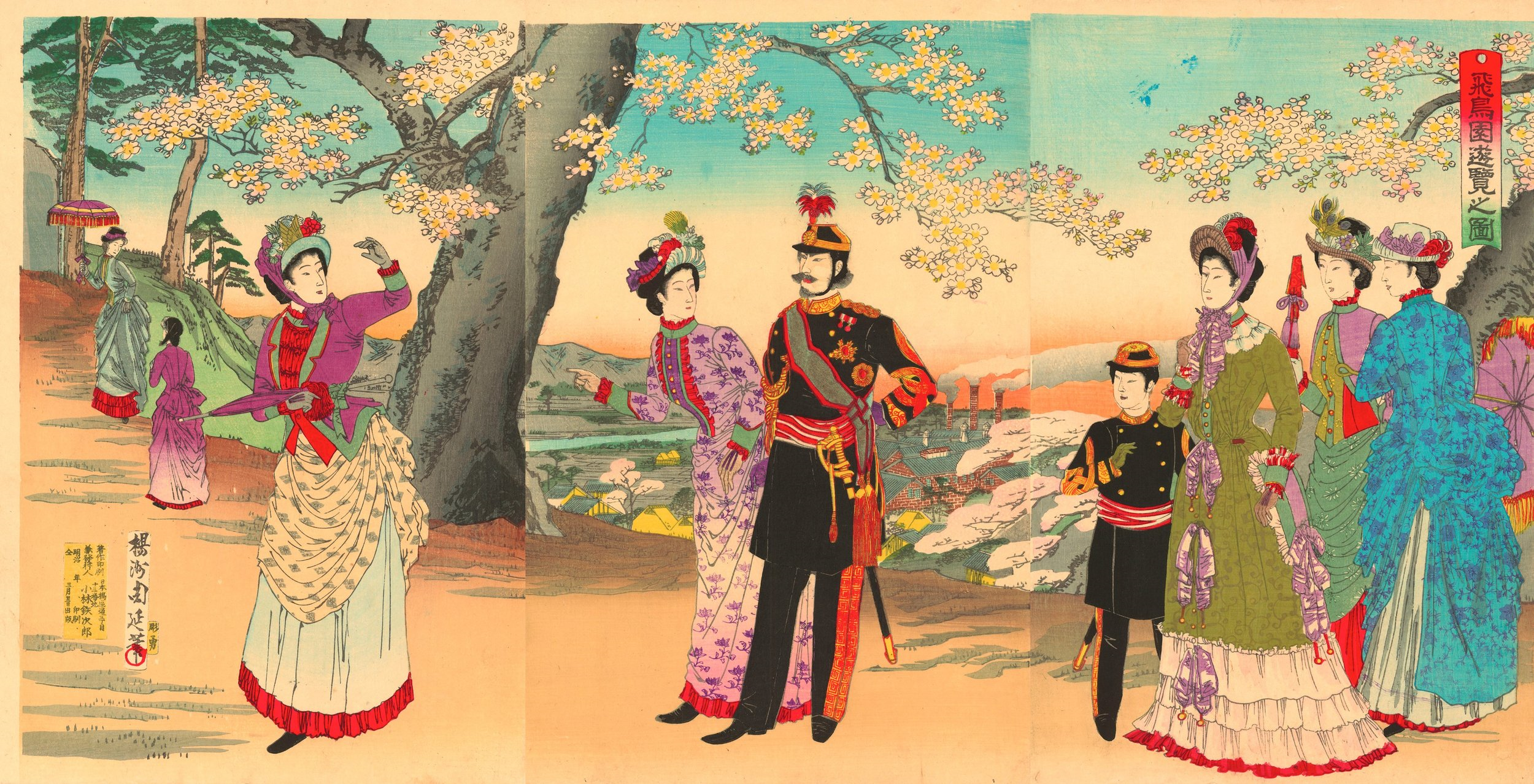
Emperor Meiji at Asukayama Park
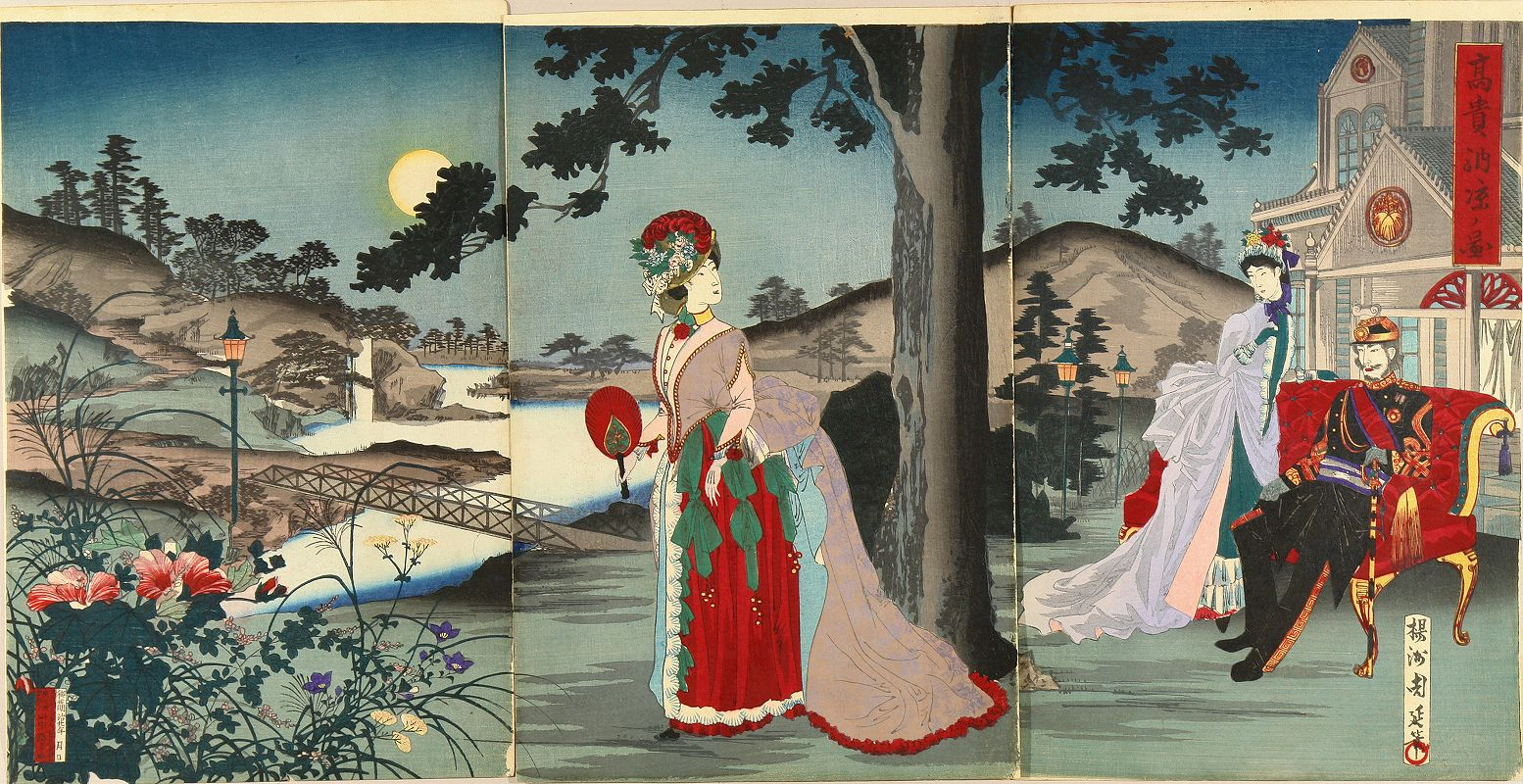
Імператор Мейдзі насолождується прохолодою вечора
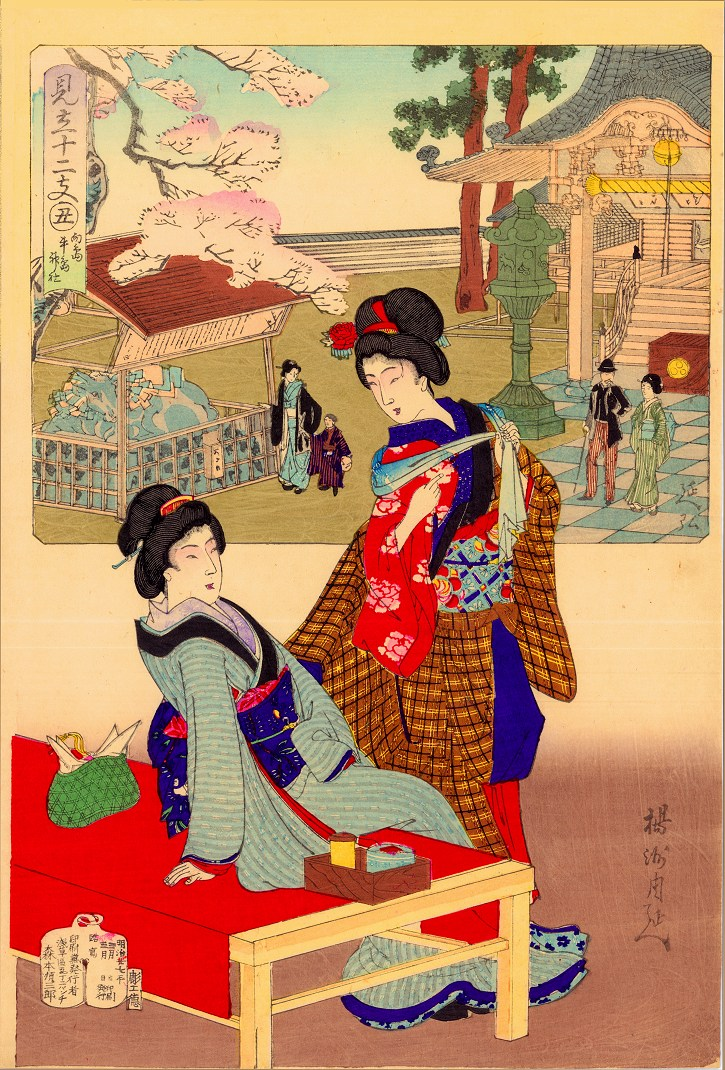
Mitate jūni shi series The Sign of the Ox
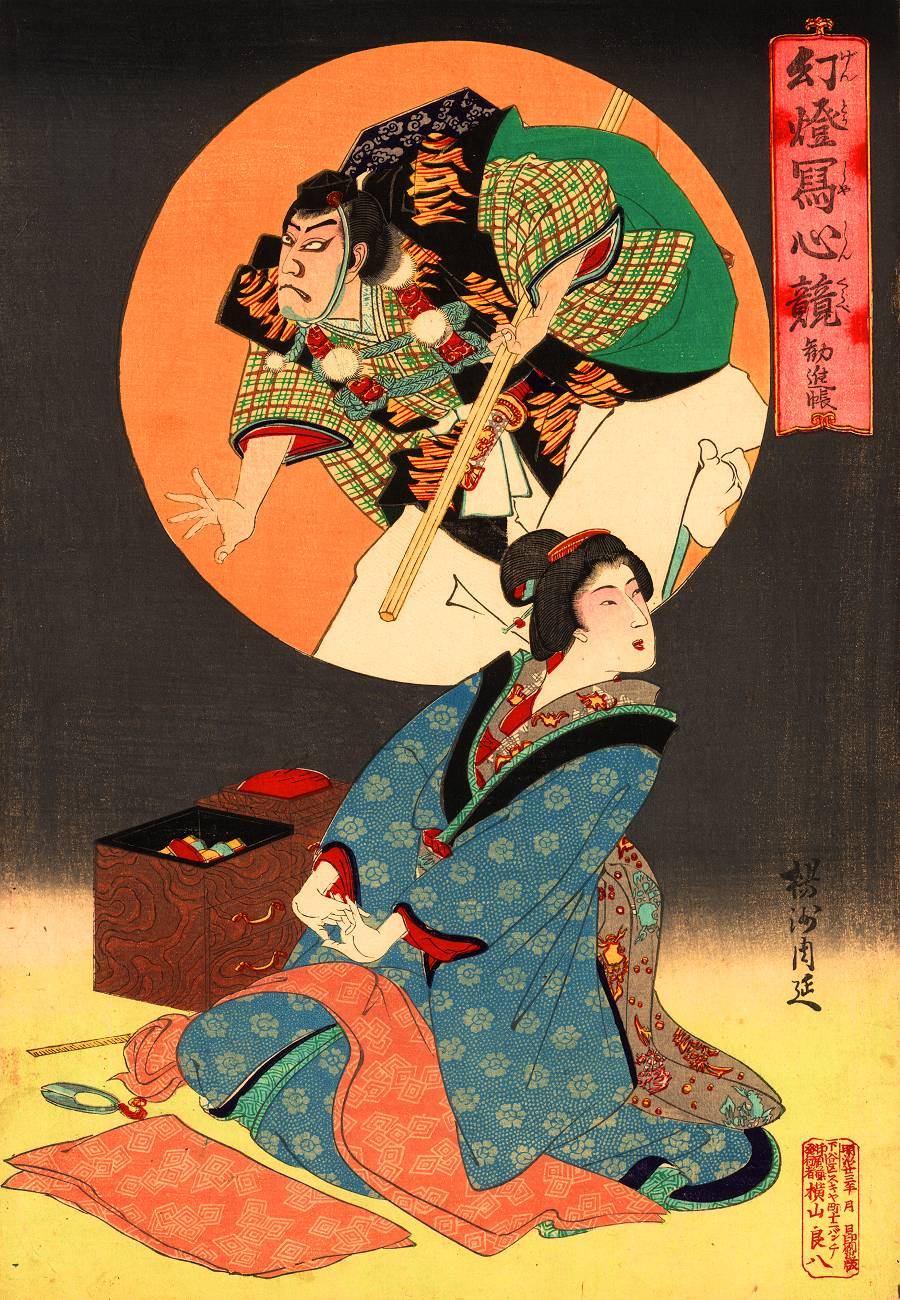
Gentō shashin kurabe series Kanjinchō
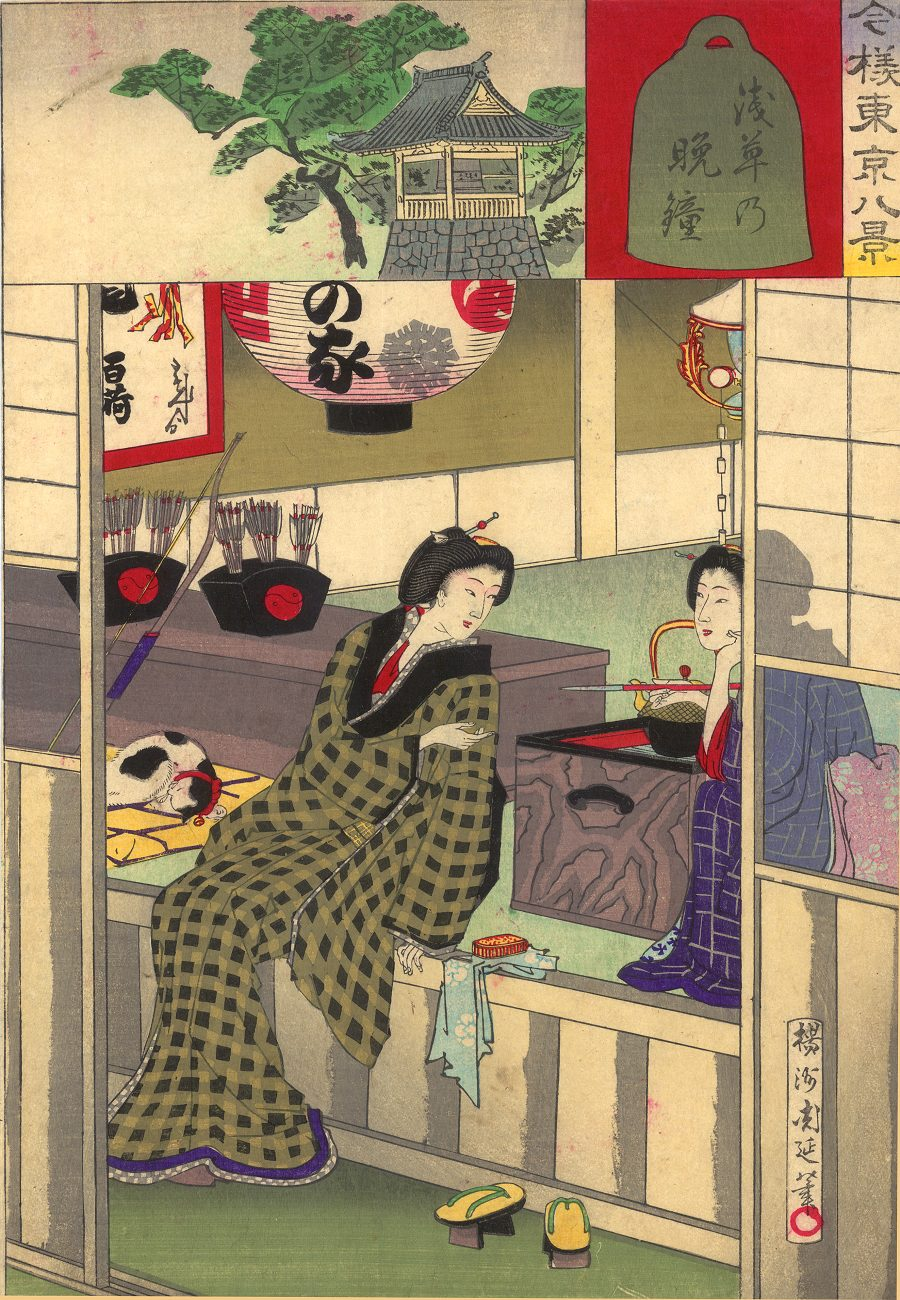
Imayō tōkyō hakkei series Evening bell at Asakusa
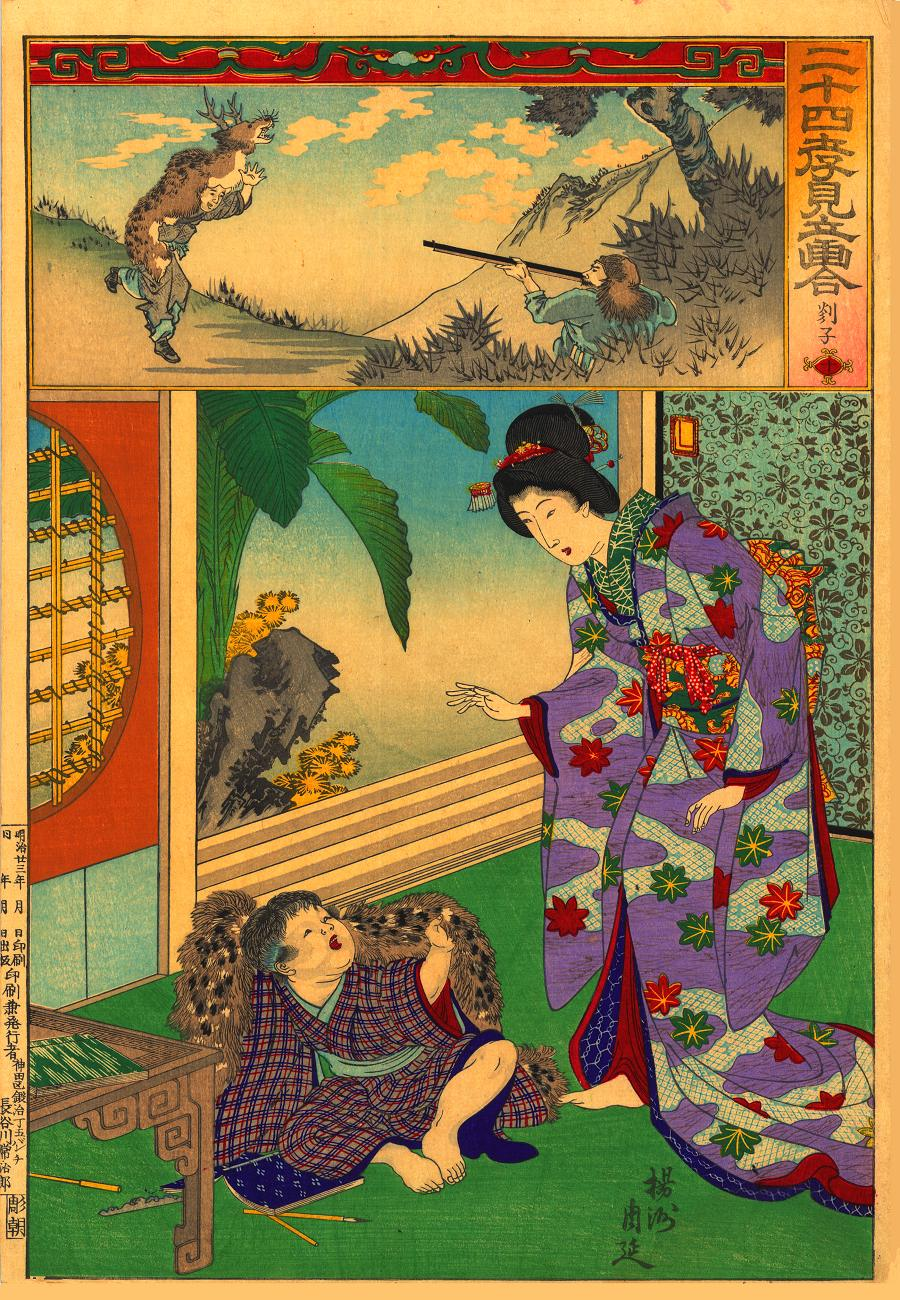
Nijūshi Kō Mitate E Awase series The Deer Milker
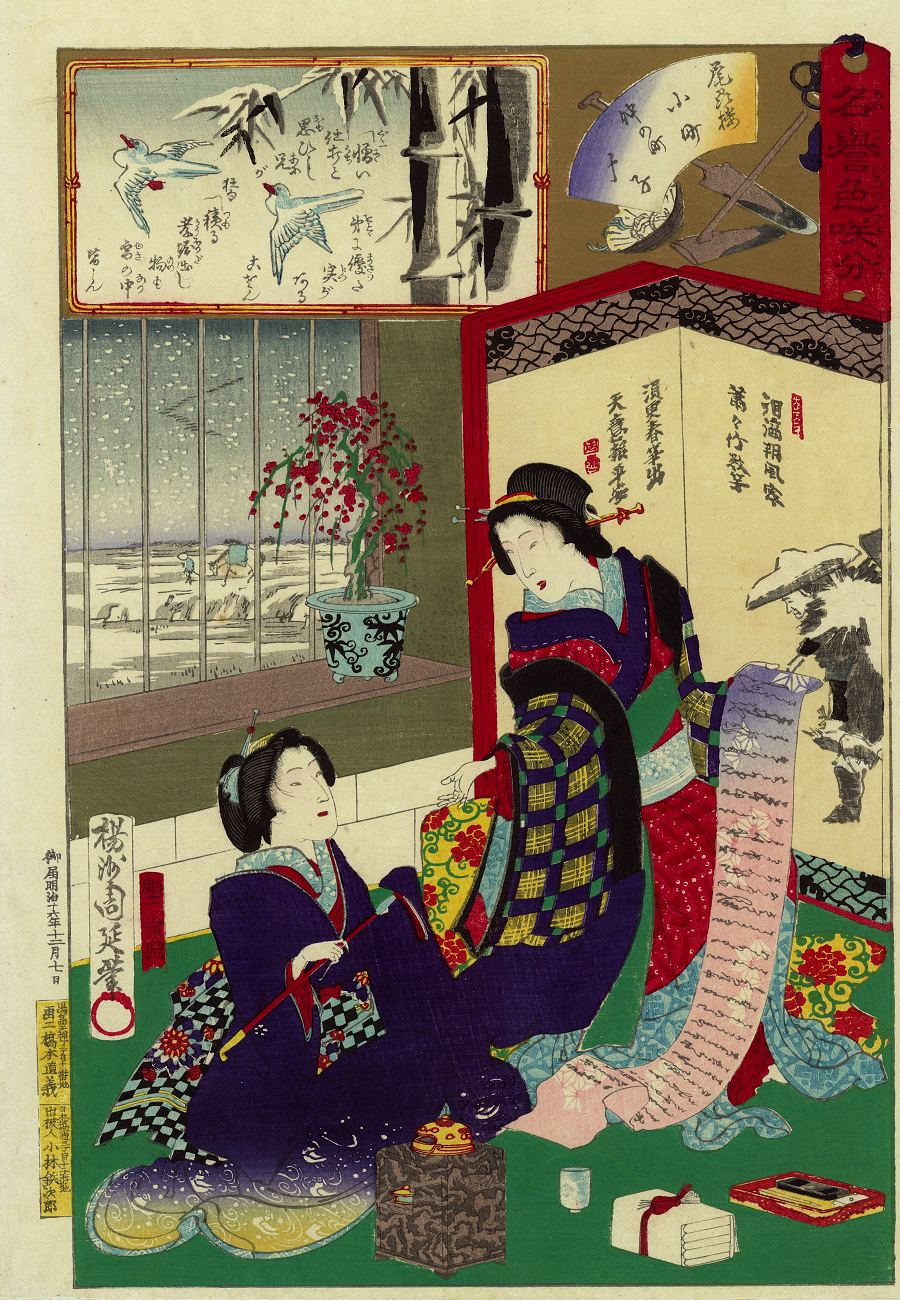
meiyo iro no sakiwake series:reading a letter
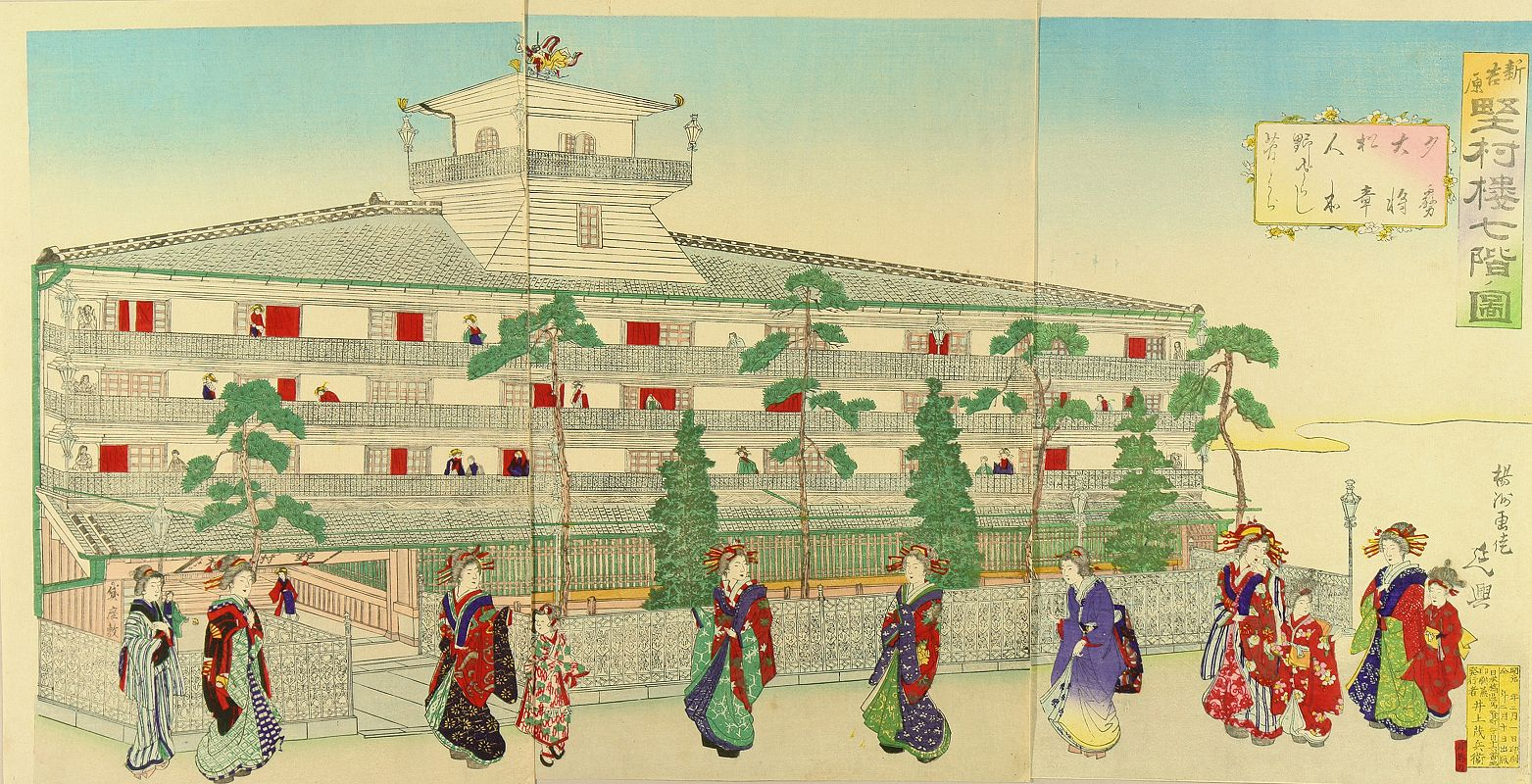
Katamura-rō in the Yoshiwara
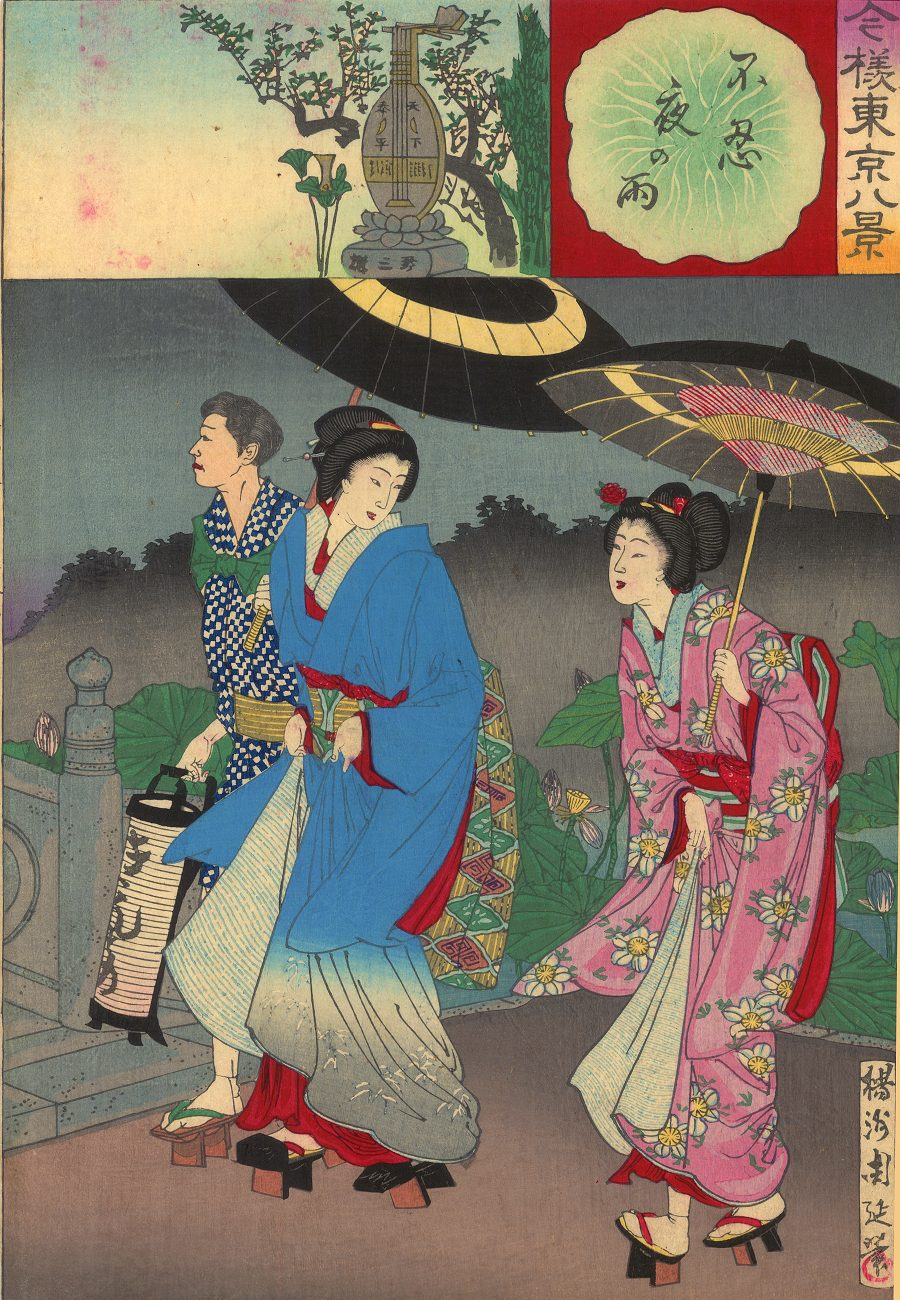
imayō tōkyō hakkei series:walking with an escort
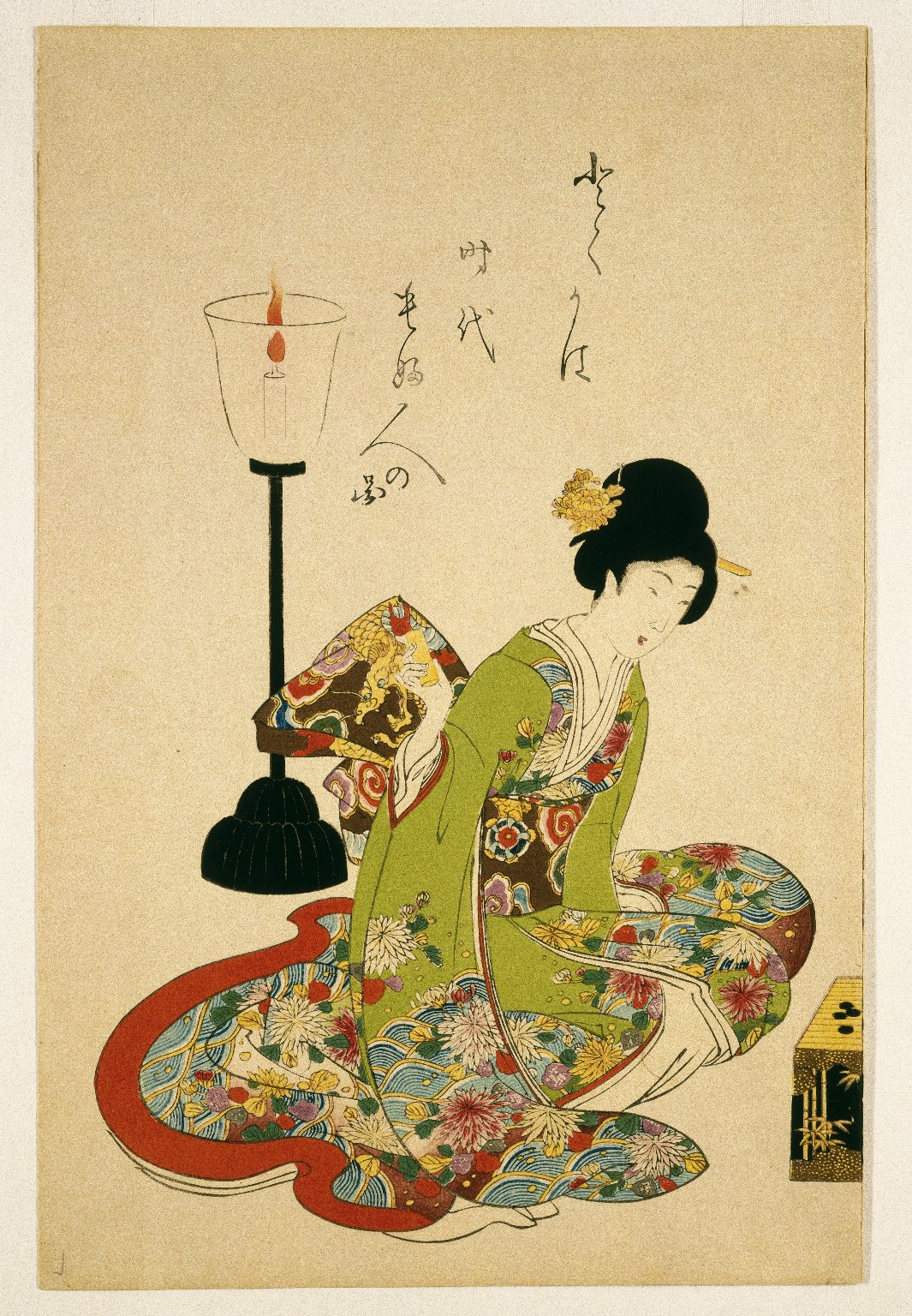
A Seated Woman with a Lacquer Candle Stand (c. 1875) by Chikanobu. Wood-block print, 36.2 × 23.8 cm (14.25 × 9.37 in). Collection of Brooklyn Museum